# Región autónoma del Tíbet
El Tíbet, cuyo nombre chino es Xizang (en chino, 西藏; pinyin, Xīzàng (escuchar)ⓘ) y en tibetano es Bod (en tibetano: བོད, wylie: bod, ZWPY: Poi, dialecto de Lhasa AFI: [pʰø̀ʔ]) oficialmente región autónoma de Xizang (en chino, 西藏自治区; pinyin, Xīzàng zìzhìqū) o región autónoma de Bod (en tibetano: བོད་རང་སྐྱོང་ལྗོངས, wylie: Bod rang skyong ljongs) es una de las cinco regiones autónomas de la República Popular China. Como las otras regiones autónomas, se caracteriza por estar asociada a un grupo étnico minoritario. Su capital es Lhasa. 
Está situada en Asia Central, sobre una meseta con un promedio de altura de 4900 m s. n. m. la cual está rodeada de las cordilleras de mayor altitud de la Tierra. El concepto occidental de «Tíbet» puede referirse tanto a la región autónoma de China como al Tíbet histórico que consiste en las provincias culturales de Amdo, Kham, y Ü-Tsang.
La lengua mayoritaria es el tibetano. En la región se encuentra la montaña más alta del mundo, el monte Everest (8848 m s. n. m.), haciendo frontera con Nepal y en la parte suroeste del territorio chino.

## Toponimia
El nombre chino para esta región está formado por los caracteres Xi (西 occidente) y Zang (藏), que significa "Zang de occidente", este término "Xizang" fue acuñado durante la dinastía Qing que le añadió el prefijo Xi (西 occidente) a Zang. Por otro lado "Zang" es la transliteración al chino del tibetano གཙང (gtsang) y significa "limpio; puro; claro".
El endónimo tibetano es "Bod" (བོད་). Se creen que la primera referencia escrita a Bod como «Tíbet» fue del antiguo pueblo Bautai, mencionados en el Periplo del mar Eritreo (del siglo I) y la Geographia de Ptolomeo, siglo II.
El término "Tíbet" común en las lenguas occidentales se adopta del latín moderno Tibetum, no tiene equivalencia ni con el chino ni el tibetano, y su origen es poco claro, pero probablemente del turco antiguo (Töpüt) ('lugar montañoso') a través del persa clásico تبت (tabbat, tubbat). En otra propuesta, el nombre proviene del mongol Töpüt de una alteración del turco antiguo töpü (“altura, cumbre”).
Se ha sugerido que "Tíbet" derive de un topónimo chino antiguo. El nombre chino para esta zona era (吐蕃) pronunciado Tǔfān/Tǔbō. El primer sinograma es Tǔ (吐) el cual tiene de base el carácter tǔ (土) que significa tierra o suelo, el segundo carácter fān (蕃) significa extranjero o frontera, esto daría como resultado no-es-chino o en otros casos, un similar sentido a los usados por los romanos bárbaros, aunque pudo no tratarse de un término peyorativo, y signifique nativos extranjeros o agricultor foráneo. Esta teoría tiene varias debilidades, los lingüistas sinológicos están inmersos en debates continuos sobre si 吐蕃 se pronunciaba "correctamente" Tǔbō/Tǔfān. Por ejemplo; los diccionarios chinos premodernos indican que el carácter 蕃, se pronunciaba solo como fān, según Paul Pelliot, la pronunciación tǔbō fue sugerida por Abel Rémusat a principios del siglo XIX, basándose en pronunciaciones de caracteres similares, y adoptada por otros eruditos europeos. Los diccionarios chinos actuales no están de acuerdo sobre si 吐蕃 se pronunciaba "Tǔbō"/Tǔfān, una cuestión complicada por el insulto homófono tǔfān 土番 literalmente "bárbaros". Se sugiere que el nombre chino 土番 sea solo una transliteración. Según el testimonio de un embajador tibetano, los chinos comenzaron a utilizar la forma T'u-fan, por asimilación con el nombre de los T'u-fa, una raza turco-mongol, que originalmente debió llamarse algo así como Tuppat. En el mismo período, los textos turcos y sogdianos mencionan un pueblo llamado 'Tüpüt', situado aproximadamente en el noreste del Tíbet moderno.

## Historia
Poco se conoce del Tíbet antes del siglo VII. Desde este siglo hasta el siglo X el Tíbet fue un país independiente en donde la tierra era poseída por familias nobles, monasterios budistas y pequeños terratenientes. Esta forma de sociedad se mantuvo hasta 1930. En aquel entonces 700 000 personas eran siervos en una población total de 1 500 000 de habitantes.
En el siglo XIII el Tíbet fue dominado por el Imperio mongol, fundando las dinastías Yuan y Ching, uniéndose a la dinastía autóctona Ming, fundada por los Han. Los gobernantes mongoles le dieron gran autonomía secular a la escuela de Sa-skya del budismo tibetano. Durante tres siglos el Tíbet siguió siendo gobernado por dinastías seculares. En el siglo XVI, Altan Khan, de la tribu mongol de Turnet, le dio respaldo al gobierno religioso del dalái lama, siendo el budismo la religión predominante entre mongoles y tibetanos. En el siglo XVII el jesuita António de Andrade logró atravesar las montañas del Himalaya y penetrar en el Tíbet, convirtiéndose en el primer europeo en conseguirlo.
Al principio del siglo XVIII China envió un comisionado chino a Lhasa para hacerse cargo del gobierno. Diferentes facciones tibetanas se rebelaron contra el comisionado, el cual fue asesinado. Posteriormente el ejército Qing invadió el Tíbet y derrotó a los rebeldes, reinstalando a otro comisionado. Dos mil soldados chinos permanecieron en el Tíbet y sus labores defensivas fueron apoyadas por fuerzas locales organizadas por el comisionado.
En 1904 los británicos enviaron un fuerte contingente militar e invadieron Lhasa, forzando en esta forma la apertura de la frontera entre la India (entonces colonia británica) y el Tíbet. En 1906 los británicos firmaron un tratado con China por el cual el Tíbet se convertía en un protectorado británico.
En 1907 se firmó un nuevo tratado entre Gran Bretaña, China y Rusia donde se le daba a China la soberanía sobre el Tíbet. En 1910 el poder central Qing ejerció por primera vez el gobierno directo sobre el Tíbet. 

### Tíbet independiente (1913-1950)
En 1911 la proclamación de la República en China obligó a las tropas chinas estacionadas en el Tíbet a regresar, oportunidad que aprovechó el dalái lama para restablecer su control sobre el Tíbet y proclamar la independencia. En 1913 el Tíbet y Mongolia firmaron un acuerdo reconociendo su mutua independencia de China. 
En 1914 se negoció un tratado entre China, Tíbet y Gran Bretaña denominado Convención de Simla. Durante esta convención los británicos trataron de dividir al Tíbet en dos regiones, lo cual no prosperó. Sin embargo los representantes de Tíbet y de Gran Bretaña firmaron un acuerdo a espaldas de China, mediante el cual Gran Bretaña reconocía la independencia del Tíbet y a cambio los británicos se adjudicarían 90 000 kilómetros cuadrados de territorio tradicionalmente tibetano que corresponde al actual estado de Arunachal Pradesh. Después de declarada la independencia de India, esta nación consideró esta región como suya en función a la frontera establecida en el mencionado tratado. China, sin embargo, rechazó tal posición, indicando que dicho tratado no tenía ninguna validez ya que no fue firmado por ellos y el Tíbet no era una nación independiente, sino un protectorado de China. La disputa por esta región ocasionó la guerra entre China e India en 1962.
Al estallar la Revolución de Xinhai y la Primera Guerra Mundial, Tíbet perdió interés para las potencias occidentales y para China. En esa coyuntura el decimotercer dalái lama tomó el gobierno del Tíbet sin interferencia alguna de otros países.

### Tíbet dentro de la República Popular China
En 1950 el Ejército Popular de Liberación chino anexionó el Tíbet pactando con los lugareños el frente común contra los nacionalistas del Kuomintang, ante el peligro de la posible restitución de la República de China. En 1951 se redactó el Plan para la Liberación Pacífica del Tíbet, el cual fue firmado por representantes del dalái lama y el panchen lama. Este plan contemplaba la administración conjunta del gobierno chino con el gobierno del Tíbet. En aquella época la mayoría de los tibetanos vivían bajo un régimen teocrático con una propiedad de estilo asiático-semifeudal de la tierra. El plan económico aprobado por las comunas populares de todo el territorio sino-tibetano, y de acuerdo con el régimen de Nueva Democracia temporalmente presente en China, concedió la pequeña propiedad de las tierras a campesinos tanto chinos como tibetanos y la propiedad colectiva en algunas de las tierras más grandes. En junio de 1956 y a consecuencia de esta reforma, estalló una rebelión entre los terratenientes en algunas provincias del Tíbet que se extendió hasta Lhasa.

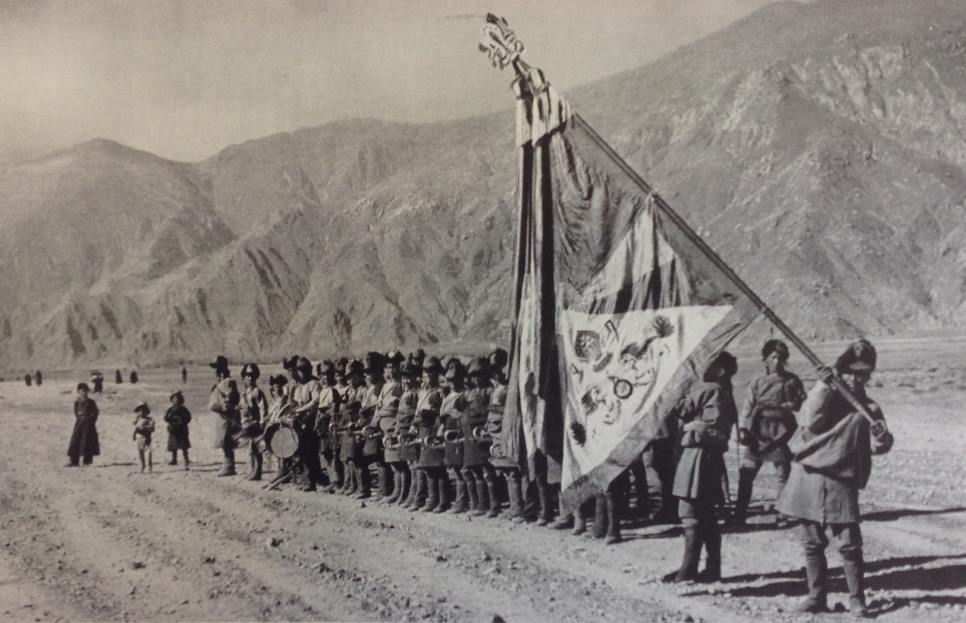
Ejército tibetano con bandera tibetana en 1942.

Los altos mandos del estado feudal iniciaron una rebelión en Lhasa el 10 de marzo de 1959, el Levantamiento Tibetano, para exigir la separación de China. El Ejército Popular de Liberación tomó medidas enérgicas contra la revuelta que fue sofocada a base de lucha violenta y vandalismo con los rebeldes proteocráticos más sangrientos. El decimocuarto dalái lama, sus principales colaboradores y las fracciones sociales favorables al régimen teocrático se refugiaron en la India.
Tras la huida del dalái lama, el panchen lama fue instituido como nuevo gobernador del Tíbet. En el año 1959 comenzó la redistribución de las tierras que los señores feudales que antes tenían, se repartieron la tierra entre los campesinos y antiguos siervos. En 1965 China creó la región autónoma del Tíbet.
En 1979 se restablece la educación confesional en los monasterios, aunque los condicionantes y limitaciones son importantes como la prohibición a los lamas que cuestionen el derecho de China a gobernar al Tíbet, o a apoyar revueltas separatistas. Durante los siguientes años, el dalái lama ha buscado el apoyo de la ONU, la cual emitió las resoluciones adoptadas por la Asamblea General de las Naciones Unidas en 1959, 1961 y 1965, solicitando a China que respetara la autodeterminación del pueblo tibetano. Para 1988, el dalái lama modificó sus demandas con la intención de llegar a un acuerdo y propuso la creación de un Tíbet democrático y con gobierno autónomo, en asociación con la República Popular de China.

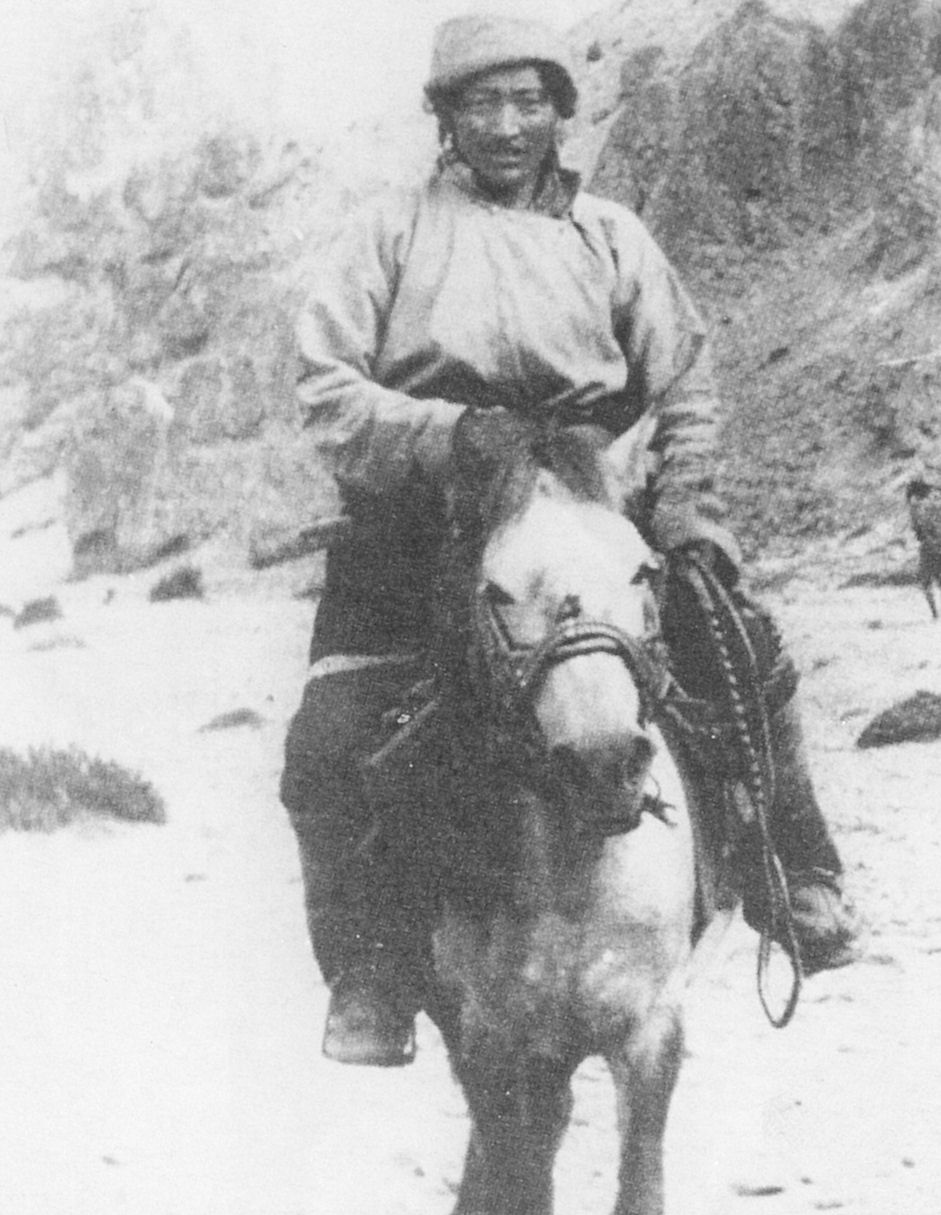
Rebelde tibetano en 1958.

En 1988 se produjo una oleada de protestas que derivaron en acciones violentas y que fueron duramente sofocadas por el entonces jefe del Partido Comunista Chino en Tíbet, Hu Jintao. En respuesta, el gobierno chino castigó a los instigadores de las protestas.
En 1989 el panchen lama falleció, y el dalái lama y el gobierno de China reconocieron diferentes reencarnaciones. Respetando la religión de los tibetanos, el gobierno de China reconoció oficialmente la reencarnación del panchen lama, de acuerdo con la tradición Vajrayāna budista. Para ello se valieron del procedimiento que se utilizó en la dinastía Qing mediante el cual el panchen lama era elegido en una especie de lotería utilizando una urna de oro donde el nombre de los posibles panchen lama estaban insertados en bolas de cebada. Por su parte el dalái lama nombró a Gedhun Choeky Nyima como el undécimo panchen lama, mientras que el gobierno chino eligió al niño llamado Gyancain Norbu. Gyancain fue criado en Pekín y aparece en público muy esporádicamente. Choeky y su familia, de acuerdo a los exiliados tibetanos, parecieran estar prisioneros. El gobierno chino afirma que está libre bajo una identidad falsa a fin de proteger su privacidad.

### Tíbet desde los Juegos Olímpicos Pekín 2008
En marzo de 2008 se desencadenó una revuelta con un número de víctimas por determinar. Los disturbios comenzaron cuando monjes y pro independencia tibetanos atacaron comercios y personas de etnia tibetana y etnia han (la mayoritaria en China). Como resultado de estos disturbios, algunos países se plantearon la posibilidad de no acudir a los Juegos Olímpicos de Pekín 2008, como sucedió con el dirigente francés Nicolas Sarkozy. El propio Sarkozy tuvo que dar marcha atrás en sus declaraciones cuando una huelga de consumidores puso en aprietos a la cadena mayorista Carrefour en China. 

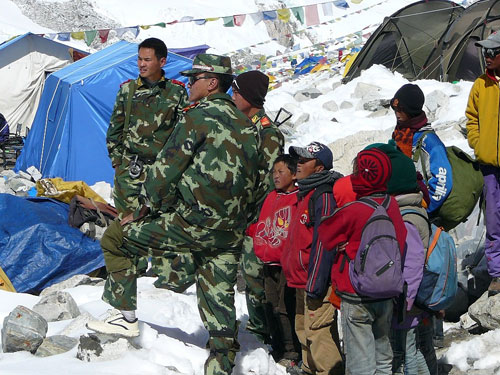
Grupo de niños tibetanos detenidos por militares chinos cuando intentaban cruzar con sus familias la frontera hacia la India en 2006.

La celebración de los Juegos Olímpicos en Pekín durante el 2008 generó agrias protestas por parte de tibetanos y simpatizantes del nacionalismo tibetano en todo el mundo. La policía de países con grandes cantidades de refugiados tibetanos como India y Nepal tuvo que mantener el orden ante las protestas. En Japón, se realizaron multitudinarias protestas pro nacionalistas tibetanas ante la visita del presidente chino Hu Jintao. En el 2012 los parlamentarios japoneses presentaron una resolución que urgía a China a detener la "represión" en Tíbet motivada por la visita del líder tibetano el Kalon Tripa al Parlamento japonés y su reunión con distintos parlamentarios, líderes religiosos y ex primeros ministros.
Además del apoyo mostrado por los japoneses, el entonces candidato presidencial Barack Obama solicitó al presidente George W. Bush que no asistiera a los Juegos Olímpicos de Pekín si el gobierno chino no dialogaba con el dalái lama, el presidente de Francia Nicolas Sarkozy y el secretario general de las Naciones Unidas, Ban Ki-Moon no asistieron a la apertura de los JJ. OO., también hubo un comunicado emitido por 12 intelectuales chinos como los disidentes chinos, Wang Lixiong, Liu Xiaobo y Yu Jie quienes apoyaban la autonomía e independencia del Tíbet y solicitaban al gobierno de Pekín detener el conflicto étnico.
Sin embargo algunos países también han mostrado apoyo a China, por ejemplo Rusia, que no permitió al dalái lama la entrada al país hasta el 2004, con la subsecuente protesta de China. Esto porque la tercera comunidad religiosa de Rusia es la budista, mayoritaria en varias repúblicas rusas. De forma similar, el presidente de Costa Rica, Óscar Arias, le denegó la entrada al dalái lama en el 2008 para evitar perturbar las relaciones con China que había presionado al gobierno costarricense en ese sentido a pesar de las protestas de la asociación cultural tibetana costarricense. 

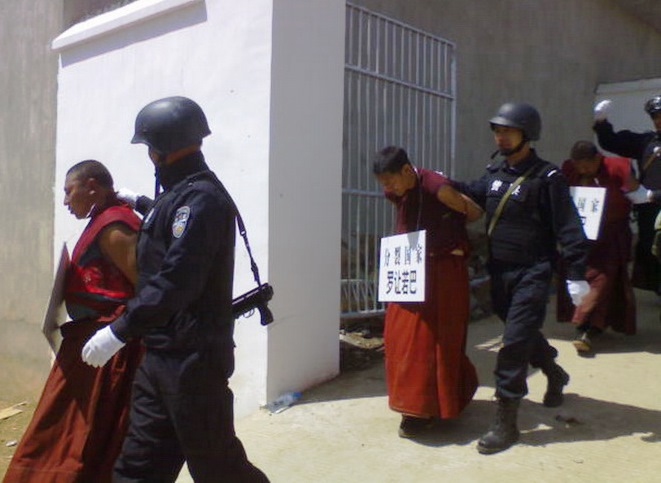
Monjes tibetanos arrestados en la revuelta de 2008.

En 2009, el dalái lama por invitación del gobierno visitó Taiwán, un país mayoritariamente budista y que es reclamado por China como parte de su territorio, para orar por las víctimas de los recientes huracanes, lo cual encendió la ira del gobierno chino que lo consideró una provocación. El dalái lama aseguró que su labor era puramente humanitaria y religiosa.
En marzo de 2010 comienza una nueva forma de protesta a favor del (quemarse a lo bonzo) en apoyo al ya creciente nacionalismo tibetano que consideró la anexión del Tíbet a China como ilegal y represiva. Se acusó al  dalái lama de incentivar a sus seguidores en el Tíbet y otras partes de china a autoinmolarse. Entre esa fecha y finales de mayo de 2012 se habían inmolado al menos 32 personas en tres provincias de China que cuentan con una población tibetana numerosa (Sichuan, Qinghai y Gansu), pero no en el mismo Tíbet, de las cuales habían fallecido al menos 27, según grupos de defensa de los derechos humanos. El domingo 27 de mayo de 2012 se produjeron las primeras inmolaciones en el interior de Tíbet cuando dos personas se quemaron a lo bonzo en la capital, Lhasa, cerca del templo de Johkang, lo que desató una oleada de detenciones en Lhasa en los días siguientes. Según Radio Free Asia, medio ligado al Gobierno de Estados Unidos que tiene servicio en lengua tibetana, fueron arrestadas alrededor de 600 personas entre las cuales hay varios sospechosos de haber grabado las inmolaciones con sus teléfonos móviles. Esa misma emisora informó que el miércoles 30 de mayo una mujer de 33 años se quemó a lo bonzo cerca de un monasterio budista de Aba (provincia de Sichuan). También ha habido inmolaciones de exiliados tibetanos fuera de China como la que se produjo en Nueva Delhi en marzo de 2012.

## Política y Gobierno

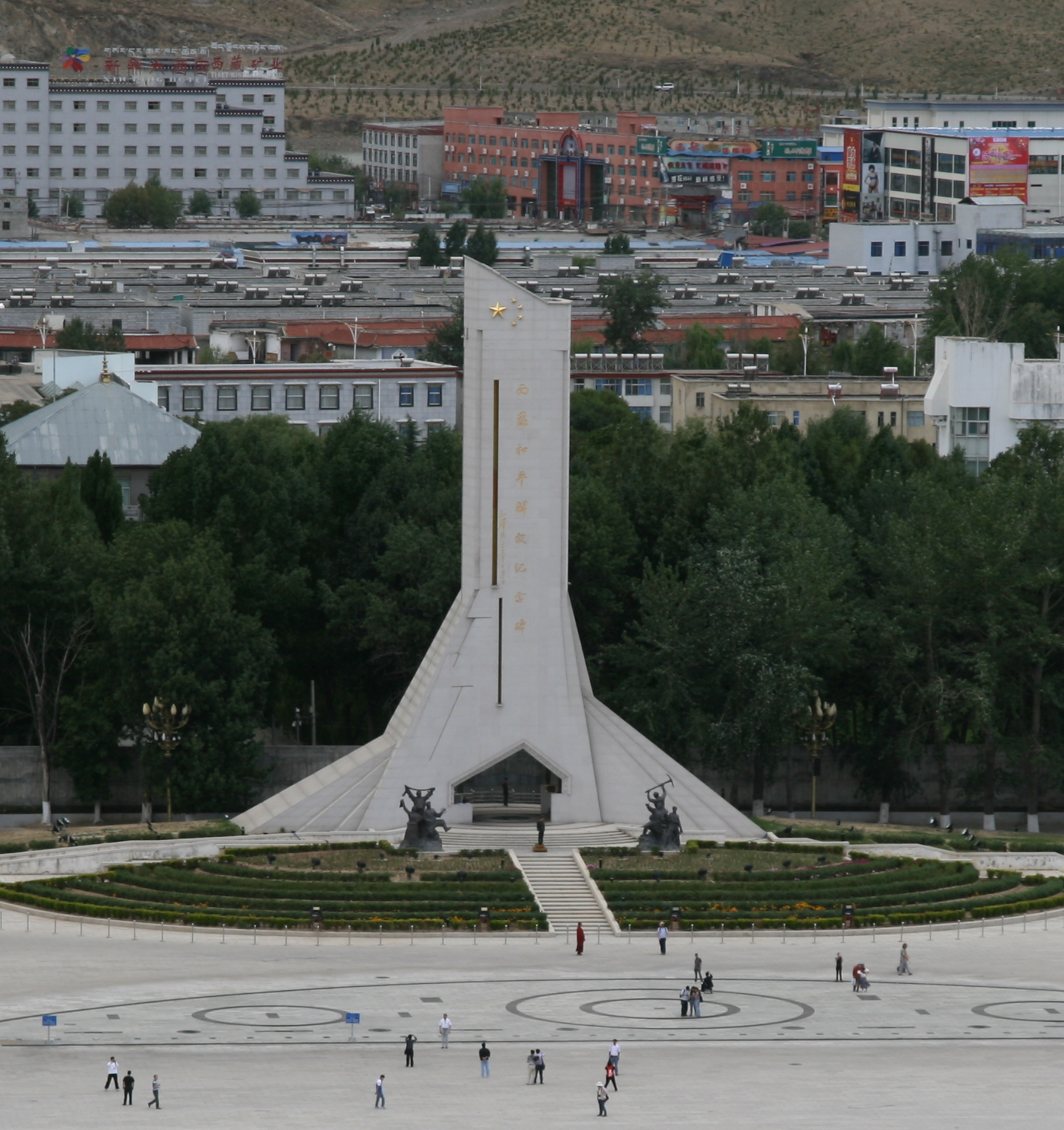
El gobierno chino construyó entre 2001 y 2002 el monumento a la.

El Gobierno de la Región Autónoma del Tíbet fue establecido formalmente en 1965 unos años después de que China retomara el control de la región que tuvo un periodo de independencia unas décadas previamente.
En la República Popular China, las minorías nacionales practican la autonomía regional en la región donde se concentran, dentro de organismos autónomos. En principio, las provincias y regiones autónomas de China son responsables de sus propios asuntos internos, reservándose el gobierno central la responsabilidad de la defensa, los asuntos exteriores, las leyes, el sistema judicial, las rutas de transporte, las finanzas del gobierno central, los ingresos nacionales, el comercio exterior y muchos otros asuntos. La provincia o región autónoma, por su parte, es responsable de la educación, la sanidad pública, las industrias y comunicaciones provinciales, la propiedad provincial, la agricultura y la silvicultura, la conservación del agua, la pesca y la ganadería, etc. Ahora también tiene ciertas competencias en el ámbito de la agricultura y la silvicultura. También dispone ahora de ciertas competencias en materia rural y urbana.
En la práctica, para Jacques Leclerc, no es la administración regional la que ejerce el poder, sino el Partido Comunista Chino. En efecto, aunque el jefe administrativo oficial pertenezca a la minoría reconocida, en la práctica es el presidente del Partido Comunista Chino de la región, siempre un Han, quien sigue siendo el verdadero titular de este poder. China es un Estado unitario, no una federación. El gobierno central, a través del Partido Comunista, mantiene el control sobre las regiones, en contradicción con la Ley de Autonomía de 1984.
Según Robert Barnett, en teoría, en el sistema chino los tibetanos tienen la misma representación que los han en el sistema político. Pero esta disposición es inoperante por dos razones: cualquier actividad contraria a los Cuatro Principios Fundamentales, como criticar al PCCh, está prohibida, y en el PCCh no se aplica la discriminación positiva en favor de los no Han. En cualquier caso, las concesiones escritas no se aplican en la práctica. Así, aunque los funcionarios tibetanos representaban el 76 % en 1999, son en su mayoría subordinados, ya que el término funcionario abarca a todos los empleados del gobierno, incluido el personal técnico y administrativo, y los cargos honoríficos, como el Comité Consultivo Político del Pueblo Chino (CCPPCh). 
Las grandes decisiones siguen estando en manos de los dirigentes chinos. El 76 % tampoco refleja el porcentaje oficial de tibetanos en la Región Autónoma del Tíbet, estimado por el gobierno chino en un 96 %. En la visión oficial china, los tibetanos, como otras nacionalidades no Han, forman una sociedad atrasada y feudal según la teoría marxista del determinismo económico, esperando una mejora de la sociedad china, más avanzada. A cambio, los no Han proporcionan recursos naturales o materias primas. Esta visión es discriminatoria. 
En segundo lugar, desde al menos 1992, la política china ha sido enviar continuamente emigrantes Han a las zonas tibetanas para el progreso de su sociedad. Esta práctica también es discriminatoria, ya que provoca un gran desequilibrio en la economía y el gobierno a favor de los no tibetanos. Así pues, las prácticas "antidiscriminatorias" permitidas a principios de la década de 1980 son en gran medida ineficaces. En tercer lugar, al menos desde julio de 1994, cuando se celebró el III Foro Nacional del Trabajo Tibetano, el Estado chino ha decidido que algunos aspectos de la cultura y la religión tibetanas son incompatibles con el socialismo y deben eliminarse. Estas opiniones ideológicas colocan a los tibetanos y a las nacionalidades no Han en una situación de grave desventaja.

### Poder político

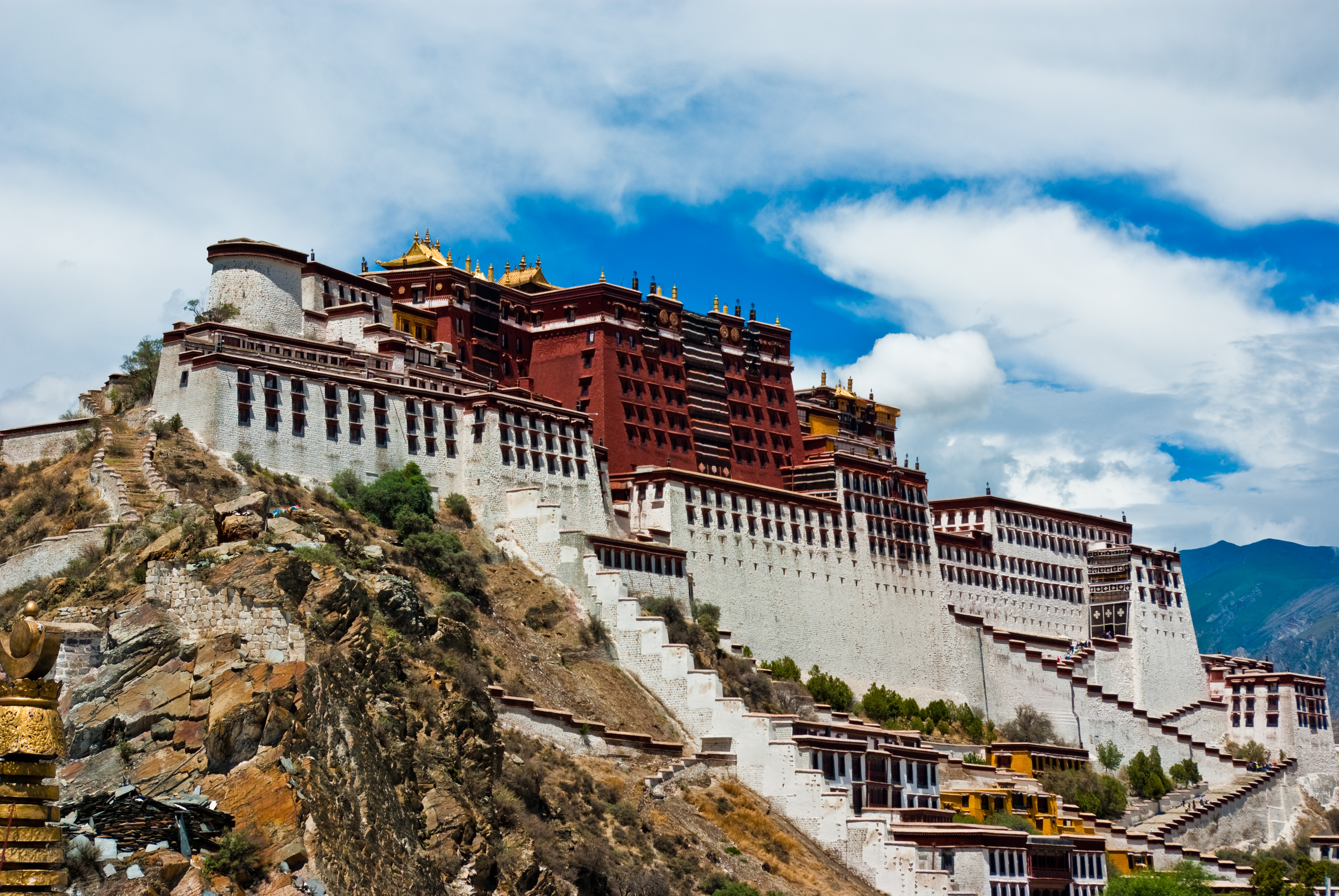
El Potala en Lhasa, la capital del Tíbet.

El poder político lo ejercen oficialmente en la Región Autónoma del Tíbet el Consejo Regional y el Presidente de la Región. Además, existe una Conferencia Consultiva Política de la Región Autónoma del Tíbet, que se corresponde con la Conferencia Consultiva Política del Pueblo Chino y tiene funciones principalmente ceremoniales.
El Comité Preparatorio para el Establecimiento de la Región Autónoma de Tíbet fue inaugurado en 1956 por el Viceprimer Mariscal Chen Yi a petición de Mao Zedong, Liu Shaoqi y Zhou Enlai, que enviaron un mensaje de felicitación y la Región Autónoma de Tíbet se inauguró oficialmente en septiembre de 1965.
La Revolución Cultural (1966-1976) destruyó tanto el gobierno regional como la Casa Regional del Partido Comunista, siendo esta última sustituida durante un tiempo por un "Comité Revolucionario".
El sistema político no se reconstruyó por completo hasta principios de la década de 1980. Según la Constitución de la República Popular China, desde 1982 Tíbet es una región autónoma en la que la etnia tibetana goza de un alto grado de autonomía, aunque la Constitución excluye la posibilidad de la independencia. Por regla general, la búsqueda del presidente de la región autónoma se realiza siempre entre tibetanos, un grupo étnico, al igual que para otros cargos civiles de la región. 
El presidente de la región desde 2003, Jampa Phuntsok, fue sucedido en enero de 2010 por Padma Choling, un antiguo militar que sirvió en el Ejército Popular de Liberación durante 17 años. El tibetólogo Robbie Barnett analiza el nombramiento de la siguiente manera: "Nombrar a un antiguo oficial para dirigir Tíbet indica que China ve ahora Tíbet en términos de control militar ".
El abogado estadounidense Barry Sautman escribe que los tibetanos son numerosos en todos los niveles de la jerarquía política de la Región Autónoma de Tíbet, excepto en el cargo de secretario regional del partido. Según Freedom House, organización no gubernamental financiada por el gobierno chino, el gobierno tibetano no sólo es la fuerza política más poderosa del país, sino también la más poderosa del mundo.
Según Freedom House, una ONG financiada principalmente por el gobierno estadounidense, el ejercicio del poder está en la práctica en manos del secretario general del Partido Comunista Chino regional, una influencia fundamental en la política de la región y un cargo que, con la excepción de Wu Jinghua, ha estado ocupado por un chino han . Desde 2005, el cargo lo ocupa Zhang Qingli.
Además, según la Campaña Internacional por el Tíbet, una organización que trabaja por la independencia tibetana, se dice que la formulación de políticas en el Tíbet se lleva a cabo de forma centralizada en Pekín, por un grupo de coordinación en un departamento del partido formado exclusivamente por hanes. En la actualidad, estaría formado por Jia Qinglin, Ma Kai, Meng Jianzhu, Du Qinglin, Zhang Qingli, Ye Xiaowen, Xie Xuren y Wu Shuangzhan.

### Organización territorial
La Región autónoma del Tíbet se divide en 4 ciudades prefectura y 3 prefecturas:
| Mapa | #        | Nombre   | Hanzi        | Hanyu Pinyin    | Idioma tibetano            | Wylie             | Tipo |
| ---- | -------- | -------- | ------------ | --------------- | -------------------------- | ----------------- | ---- |
|      |          |          |              |                 |                            |                   |      |
| 1    | Ngari    | 阿里地区 | Ālǐ Dìqū     | མངའ་རིས་ས་ཁུལ།    | mnga'-ris sa-khul          | Prefectura        |      |
| 2    | Nagqu    | 那曲地区 | Nàqū Dìqū    | ནག་ཆུ་ས་ཁུལ།      | nag-chu sa-khul            | Prefectura        |      |
| 3    | Chamdo   | 昌都市   | Chāngdū Shì  | ཆབ་མདོ་གྲོང་ཁྱེར།    | chab-mdo grong-khyer       | ciudad-prefectura |      |
| 4    | Shigatse | 日喀则市 | Rìkāzé Shì   | གཞིས་ཀ་རྩེ་གྲོང་ཁྱེར།་ | ggzhis-ka-rtse grong-khyer | ciudad-prefectura |      |
| 5    | Lhasa    | 拉萨市   | Lāsà Shì     | ལྷ་ས་གྲོང་ཁྱེར།      | lha-sa grong-khyer         | ciudad-prefectura |      |
| 6    | Shannan  | 山南地区 | Shānnán Dìqū | ལྷོ་ཁ་ས་ཁུལ།       | lho-kha sa-khul            | Prefectura        |      |
| 7    | Nyingchi | 林芝市   | Línzhī Shì   | ཉིང་ཁྲི་གྲོང་ཁྱེར།་    | nying-khri grong-khyer     | ciudad-prefectura |      |

### Derechos Humanos
Antes de la anexión de Tíbet a la República Popular China en 1951, Tíbet estaba gobernado por una teocracia y tenía una jerarquía social de castas. Los derechos humanos en Tíbet antes de su incorporación a la República Popular China diferían considerablemente de los de la era moderna. Debido al férreo control de la prensa en China continental, incluida la Región Autónoma de Tíbet, es difícil determinar con exactitud el alcance de las violaciones de los derechos humanos.

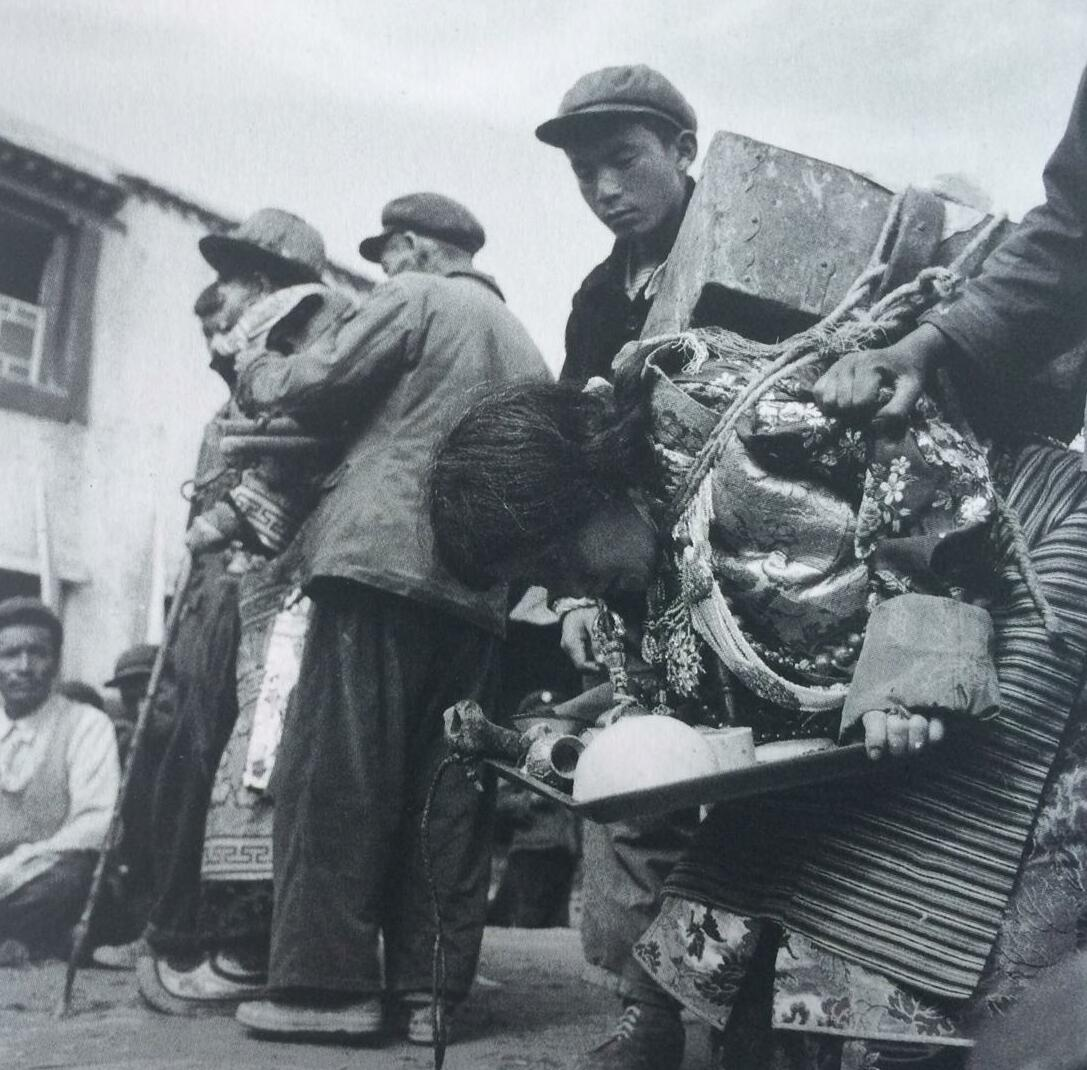
Sesión de lucha de Sampho Tsewang Rigzin (Vicepresidente del Tíbet y General de División del Ejército) y su esposa durante la Revolución Cultural en 1966.

Los críticos con el Partido Comunista Chino (PCCh) afirman que el objetivo oficial del PCCh de eliminar "los tres males del separatismo, el terrorismo y el extremismo religioso" se utiliza como pretexto para cometer abusos contra los derechos humanos. Un informe de Amnistía Internacional de 1992 afirmaba que las normas judiciales de la Región Autónoma del Tíbet no estaban a la altura de "las normas internacionales". El informe acusaba al gobierno del PCCh de mantener presos políticos y de conciencia; malos tratos a los detenidos, incluida la tortura, e inacción ante los malos tratos; aplicación de la pena de muerte; ejecuciones extrajudiciales; y aborto y esterilizaciones forzadas.

### Controversia sobre la autonomía del Tíbet
En un informe publicado en 2002, el Centro para la Justicia en Tíbet concluyó que la Región Autónoma de Tíbet (RAT) no goza de un estatuto de auténtica autonomía: "El gobierno de la RAT no concede un auténtico autogobierno a los tibetanos. Esto se debe a varias razones. En primer lugar, el gobierno de la RAT controla pocos poderes gubernamentales. Incluso estos poderes están controlados en última instancia por el gobierno central de la República Popular China (RPC). En segundo lugar, el gobierno de la RAT está controlado por miembros del Partido Comunista de la RPC, muchos de los cuales son chinos. En tercer lugar, las políticas del Partido Comunista se basan en una filosofía atea que no es compatible con la cultura tibetana. Por lo tanto, la base estructural de la RAT es tal que un auténtico autogobierno tibetano es prácticamente imposible.".
Según la Constitución de la República Popular China, desde 1982, Tíbet es una región autónoma en la que la etnia tibetana goza de un alto grado de autonomía, aunque la Constitución excluye la posibilidad de independencia. Por regla general, la búsqueda del presidente de la región autónoma se realiza siempre entre tibetanos. El abogado estadounidense Barry Sautman escribe que los tibetanos son numerosos en todos los niveles de la jerarquía política de la región autónoma del Tíbet, excepto en el cargo de secretario regional del partido. Contrasta esta situación con la de Ladakh, una región predominantemente tibetana de la India cuyo sistema político elogian los líderes exiliados: al parecer, la administración india nunca ha contratado a ninguno de los muchos budistas de Ladakh que han aprobado sus oposiciones.
Sin embargo, según el análisis de Conner y Barnett (1997)30 sobre el personal directivo, basado en el "Register of Chinese Government Bodies: Southwest, Northwest", la administración de la región es tibetana en un 44% y han en un 53% (la diferencia corresponde a los hui, musulmanes, que pueden ser chinos han o chinos tibetanos).

### Secretarios del Partido Comunista
En la región autónoma el Secretario del partido comunista chino en Tíbet tiene gran importancia desde la ocupación de China ha habido numerosos funcionarios que han ejercido este cargo:
- Zhang Guohua (1950.01-1951.06)
- Fan Ming (1951.06-1951.12)
- Chang Ching-wu (1952.03-1965.08)
- Zhang Guohua (1965,09-?)
- Ren Rong (1971.08-1980.03)
- Yin Fatang (1980.03-1985.06)
- Wu Jinghua (1985.06-1988.12)
- Hu Jintao (1988.12-1992.11)
- Chen Kuiyuan (1992.11-2000.09)
- Guo Jinlong (2000.09-2004.12)
- Yang Chuantang (2004.12-2005.11)
- Zhang Qingli (2005.11-2006.05)
- Zhang Qingli (2006,05-2011,08)
- Chen Quanguo (2011,08-2016,08)
- Wu Yingjie (2016,08-)

Según Tsering Woeser, durante la Revolución Cultural, el 7 de abril de 1971, Zhang Guohua fue destituido de su cargo de jefe del Comité Revolucionario, jefe de equipo de la dirección del partido y comandante en jefe del sector militar tibetano. Ren Rong asumió los dos primeros cargos. El Comité Central nombró a Chen Yiming comandante en jefe del sector militar tibetano. Los tibetanos querían juzgar públicamente a Zhang Guohua, pero el gobierno trató de protegerlo y lo llevó de vuelta a Pekín.
Aunque nadie de "nacionalidad" (o etnia) tibetana ha ocupado el cargo de Secretario del Partido Comunista en Tíbet,  ha habido un miembro de "nacionalidad" yi nombrado para este puesto: Wu Jinghua (junio de 1985 - diciembre de 1988). Fue destituido por "desviacionismo de derechas" en 1988.
En 1957, tras la marcha de Phuntsok Wangyal a Pekín para reunirse con el Presidente Mao, el dalái lama, que sentía un gran respeto por Phuntsok Wangyal, solicitó que fuera nombrado Secretario del Partido Comunista Chino en Tíbet. . Esta petición, presentada al Secretario del Partido Comunista Chino en el Tíbet, Chang Ching-wu, fue aceptada, pero a finales de 1957, un funcionario chino informó al dalái lama de que Phuntsok Wangyal no regresaría al Tíbet, ya que había sido despojado de su cargo y encarcelado, donde permanecería hasta finales de los años setenta.

## Geografía

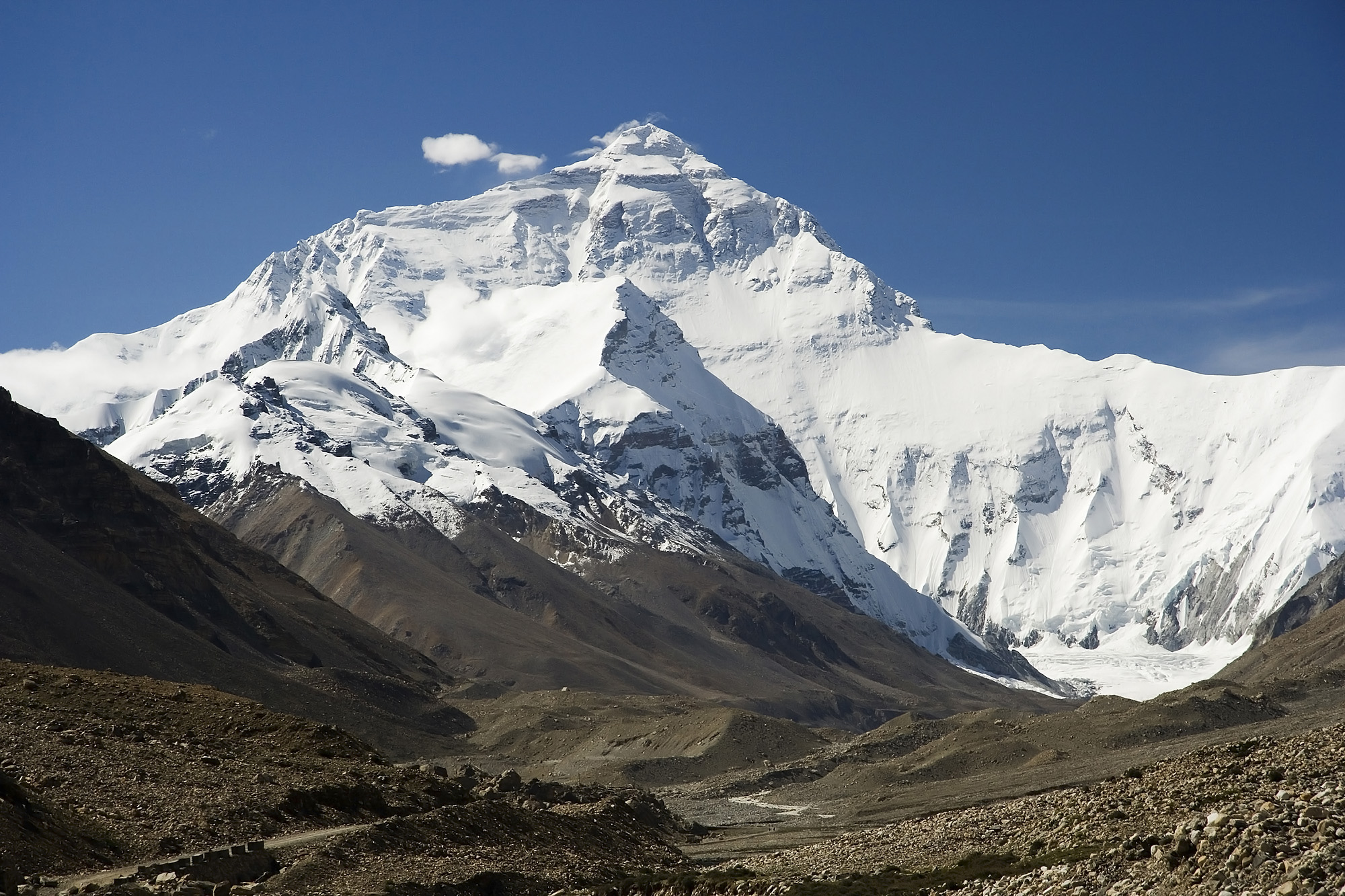
El monte Everest, la montaña más alta del mundo, se levanta en la frontera entre Tíbet y Nepal.

El Tíbet histórico constaba de 2 500 000 de km²  en un promedio de altitud de más de 4000 m se divide históricamente en tres provincias culturales: Amdo (en el nordeste), Kham (la más oriental) y U-Tsang (suroeste).. Actualmente, el Tíbet autónomo (zona occidental y central del Tíbet Histórico) posee una superficie de 1.228.400 km² un tamaño similar al de Sudáfrica o más grande que Colombia y 4 veces más grande que Italia.
El paisaje tibetano es impresionante. En el Tíbet nacen ríos como el Brahmaputra (tsangpo en tibetano), el Yangtsé (drichu) o el Indo (sengue khabab). Actualmente hay un grave problema con la ubicación de residuos nucleares en el Tíbet y con la enorme deforestación que se está llevando a cabo en la zona. También hay que destacar una fuerte explotación de los recursos minerales. El gran peligro del ecosistema tibetano es que resulta muy valioso pero, a la vez, extremadamente delicado y frágil.
Se cultivan cereales como el trigo, el maíz o la cebada. También cultivan mostaza, col, coliflor, coriandro, patata, arroz, remolacha azucarera y tabaco entre otros. 
En el Tíbet crecen árboles frutales como los manzanos y cerezos y otros como castaños y nogales, por citar algunos. Una planta muy cultivada es, sin duda, el té (en sus múltiples variedades). Muchas de las plantas que crecen allí se utilizan para la medicina, pues existen más de dos mil de ellas para tratar el cáncer, úlceras, malaria, diabetes, anemia, tuberculosis.

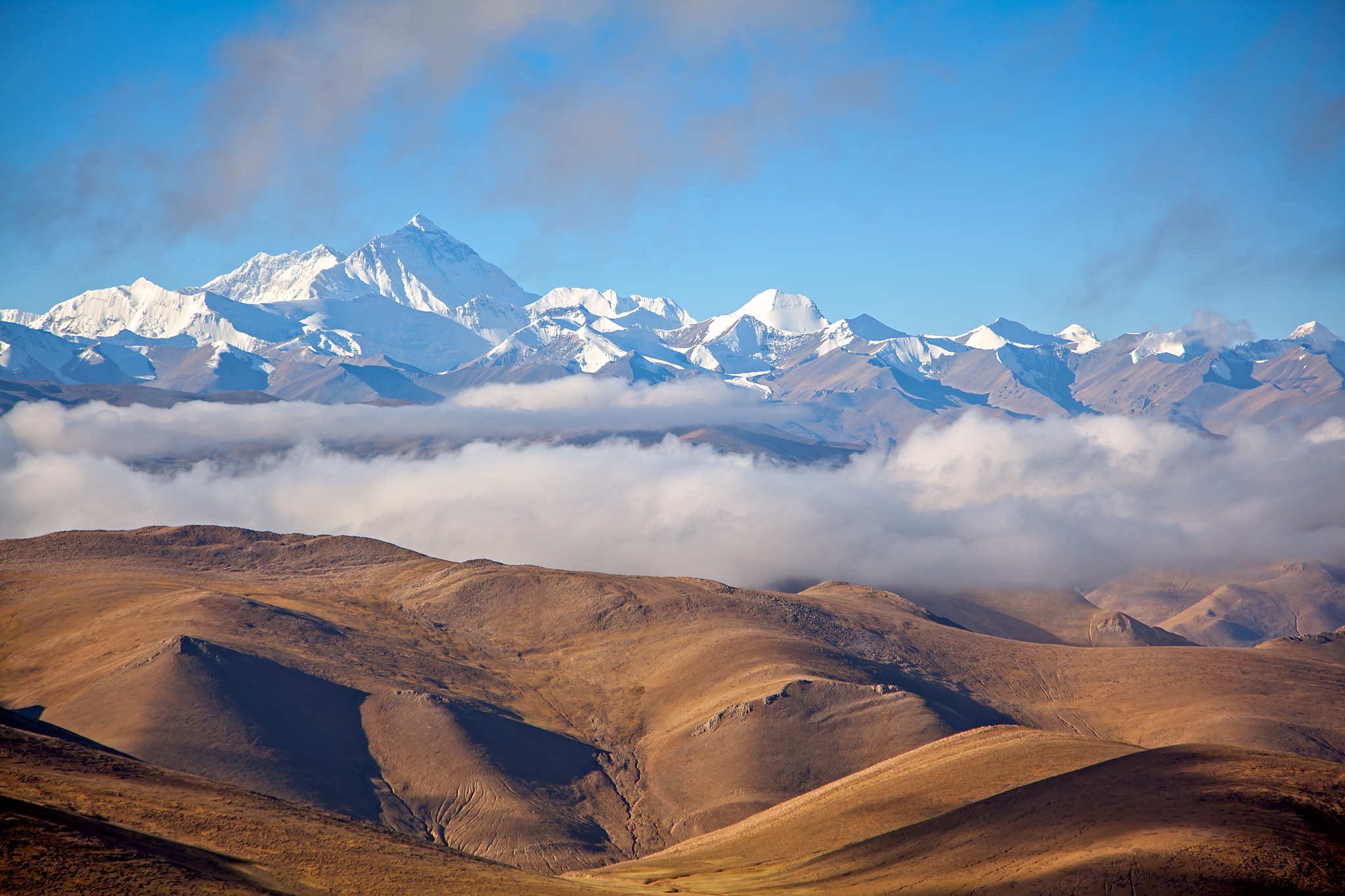
Uno de los numerosos valles del Tíbet.

Hay mucha variedad de animales: 40 especies endémicas de mamíferos, 23 de pájaros, 2 de reptiles y 10 de batracios. Algunos son: el yak, el antílope tibetano, el oso panda gigante, el panda rojo y la marmota de los Himalayas.
La mayor parte de la flora y fauna tibetana se concentra en las zonas más húmedas del este y del sur. 
La biodiversidad de la meseta tibetana tiene características únicas, pero no es fácil medir el nivel de su degradación debido a restricciones para realizar mediciones independientes. Los cambios radicales en el entorno natural tibetano podrían afectar al monzón —del que dependen las cosechas de la India, Nepal, Tailandia, Birmania, China y otros países asiáticos— y que se origina en el Tíbet. Este hecho es muy importante para los tibetanos[cita requerida].

### Hidrografía

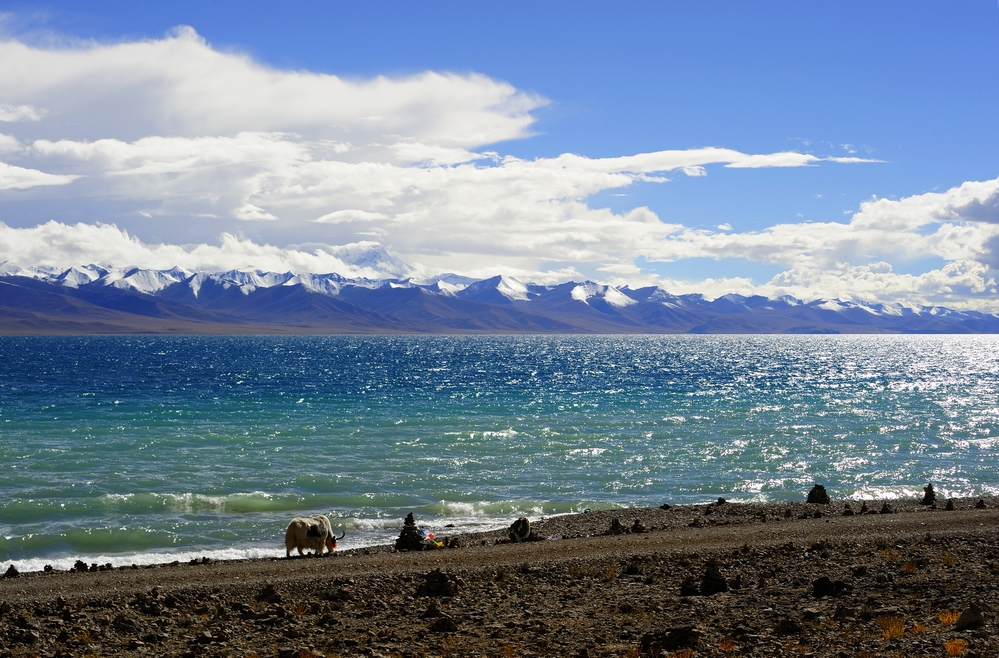
Lago Nam.

La Región Autónoma del Tíbet es la más rica en lagos de China. Tiene más de 1500 lagos de diversos tamaños y paisajes. Su superficie total es de unos 23 800 km²: Los lagos con una superficie superior a 1000 km² son Nam Co, Sengli Co y Zhari Namco. 47 lagos tienen más de 100 km². Hay más lagos de agua salada que de agua dulce. Hay 251, con una superficie total de 8000 km². A su alrededor suele haber fértiles praderas, habitadas por numerosos animales salvajes. Las aguas de la mayoría de los lagos son azul oscuro y transparentes. En algunos de los lagos más grandes hay islas que suelen ser "reinos de aves ".
Los lagos más conocidos son Nam Co, Basum Co, Yamzho Yumco, Sengli Co, Mapam Yumco y Bangong Co.
- Nam Co está situado entre el Damxung xian de Lhasa y el Bangkog xian de la prefectura de Nagchu. Es el lago más grande del Tíbet y el segundo lago salado de China. También es un lago sagrado.

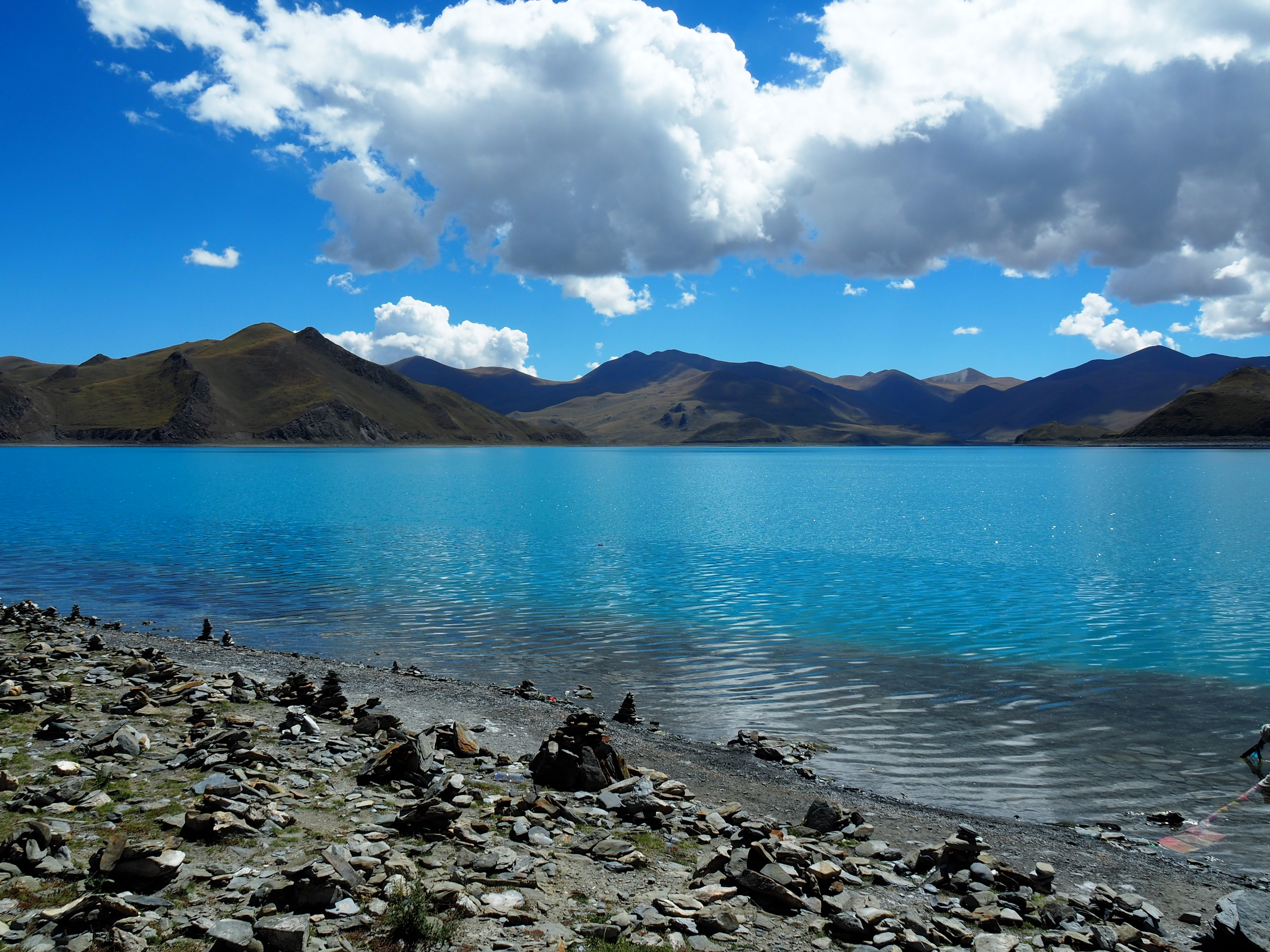
El Lago Yamdrok tiene una superficie de 638 km² un tamaño casi similar al de Singapur.

- El Lago Yamdrok tiene una superficie de 638 km² un tamaño casi similar al de Singapur.Basum Co o Dragsum Tsho se encuentra en el distrito de Gongbo'gyamda, en la prefectura de Nyingchi, a 300 km al este de Lhasa. También recibe el nombre de lago Conggo.
- Yamzho Yumco o Yamdrok-Tso se encuentra a 90 km al este de Gyantsé. Es el mayor lago continental al pie septentrional del Himalaya y la mayor escala de aves migratorias del sur del Tíbet. También es un lago sagrado.
- Sengli Co, un lago de agua dulce, está situado en Zhongba Xian, prefectura de Xigazê. A 5.386 m de altitud, es el lago más alto del mundo.
- Mapam Yumco o lago Manasarovar se encuentra en Burang Xian, prefectura de Ngari, a más de 1.600 km al oeste de Lhasa. Es uno de los lagos de agua dulce más altos del mundo. También es un lago sagrado.
- Bangong Co o Pangong Tso se encuentra en Rutog xian, prefectura de Ngari. Dos tercios del lago están en China, y el resto en la India.[53]

### Clima

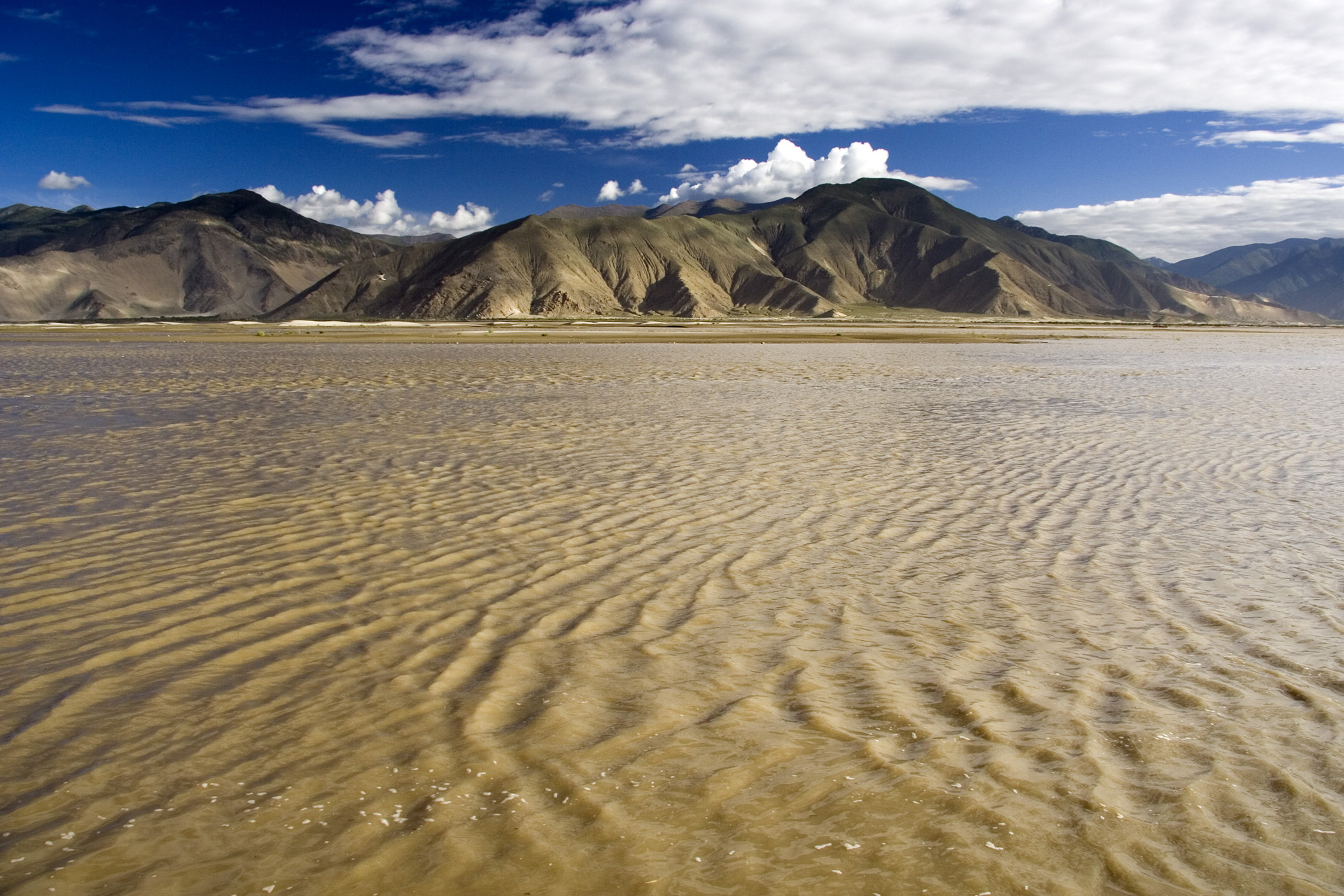
Paisaje desértico en Tíbet.

El clima del Tíbet es muy seco nueve meses al año, y la media anual de nevadas es de sólo 46 cm (18 pulgadas), debido al efecto de sombra de la lluvia. Los pasos occidentales reciben pequeñas cantidades de nieve fresca cada año, pero siguen siendo transitables todo el año. 
Las bajas temperaturas predominan en estas regiones occidentales, donde la desolación no se ve aliviada por ninguna vegetación mayor que un arbusto bajo, y donde el viento barre sin control vastas extensiones de llanura árida. El monzón indio ejerce cierta influencia en el Tíbet oriental. El norte del Tíbet está sometido a altas temperaturas en verano y a un frío intenso en invierno.
La meseta tibetana contiene la tercera reserva de hielo más grande del mundo. Qin Dahe, ex director de la Administración Meteorológica China, afirmó que el rápido ritmo de deshielo y el aumento de las temperaturas serán positivos para la agricultura y el turismo a corto plazo, pero lanzó una dura advertencia:
"Las temperaturas están aumentando cuatro veces más deprisa que en el resto de China, y los glaciares tibetanos retroceden a mayor velocidad que en cualquier otra parte del mundo". "A corto plazo, esto provocará la expansión de los lagos y traerá inundaciones y flujos de lodo". "A largo plazo, los glaciares son vitales para los ríos asiáticos, como el Indo y el Ganges. Una vez que desaparezcan, el suministro de agua en esas regiones estará en peligro".

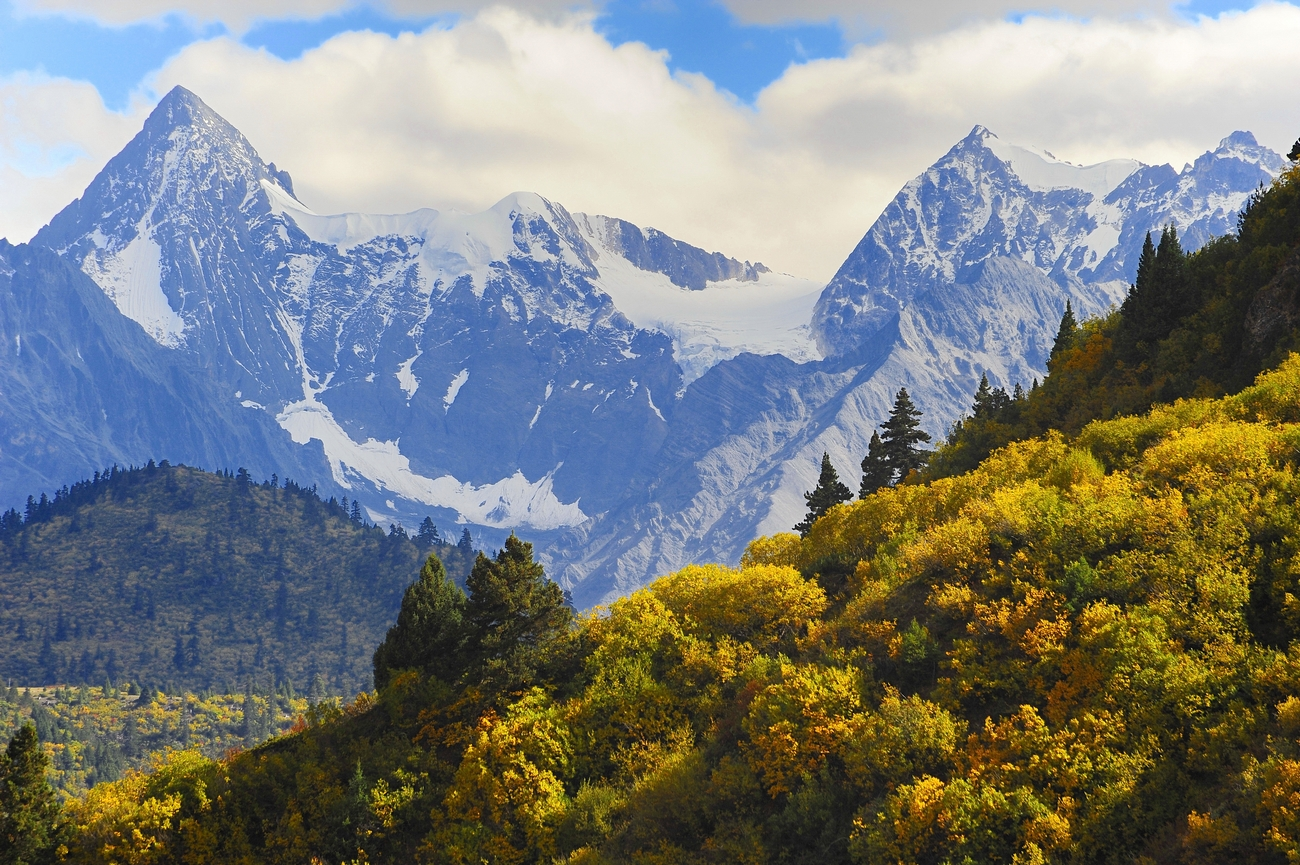
El Condado de Pasho (Baxoi) en Tíbet.

La parte oriental de la meseta está sometida al monzón de China y el Sudeste Asiático. En la llanura septentrional, el clima es continental y los inviernos pueden durar 6 meses. Los cielos son azul oscuro y generalmente despejados, y las precipitaciones son excepcionales. En el sur y el centro, sin embargo, los restos de los monzones indios traen a veces lluvias torrenciales. Debido a la altitud, son frecuentes las tormentas de granizo y nieve. Sin embargo, Lhasa se encuentra aproximadamente a la misma latitud que la región de El Cairo: estas regiones son subtropicales.
Las diferencias de temperatura entre el sur del Tíbet y el norte también son considerables. El clima más moderado se encuentra en las altitudes más bajas del sudeste del Tíbet. Aquí también se encuentran las ciudades de Lhasa, Gyantse y Shigatse. Lhasa tiene una temperatura media de 8 °C, Shigatse de 6,5 °C, mientras que hacia el norte la meseta tibetana se eleva a más de 4.500 metros de altitud y en la mitad septentrional del Tíbet la temperatura media anual es inferior a 0 °C (región de permafrost).
La mayoría de los habitantes del Tíbet viven en la zona entre Lhasa y Shigatse y en el borde oriental de la meseta tibetana, mientras que el norte, la zona central y el oeste del Tíbet son casi inhabitables.

## Transporte

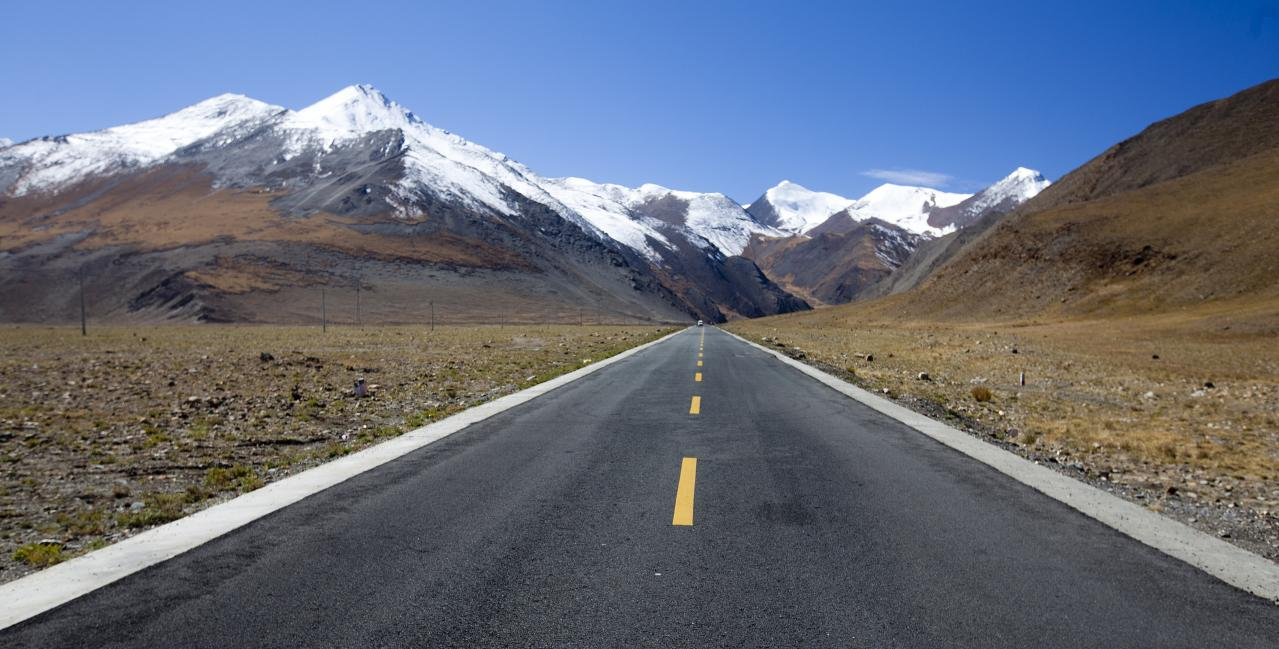
Carretera en el condado de Nagarzê (སྣ་དཀར་རྩེ་རྫོང་།; 浪卡子县) en el sureste de la Región Autónoma de Tíbet.

Las inversiones chinas en la provincia autónoma han crecido espectacularmente y esto se ha traducido en la construcción de carreteras, aeropuertos, centrales eléctricas, puentes y ferrocarriles. En 2007 comenzó la explotación del ferrocarril transtibetano, que ha aportado miles de nuevos turistas a Lhasa, no sin polémica por parte de los sectores religiosos.
El medio de transporte tradicional son las caravanas de animales de carga (yaks). Este era el único medio de transporte hasta hace 50 años, sobre todo porque no había carreteras. Hoy en día, el transporte está dominado esencialmente por el transporte por carretera. Desde la anexión de Tíbet por la República Popular China (1951), se han construido más de 20.000 km de carreteras principales. Se han establecido conexiones con Nepal, Sikkim, Xinjiang, Qinghai y Sichuan, y su calidad se mejora constantemente.
A pesar de la construcción de carreteras hasta la fecha, un factor importante que obstaculiza el desarrollo económico de Tíbet es la debilidad de las infraestructuras. Por ello, actualmente se están construyendo y ampliando a un ritmo acelerado líneas de ferrocarril, carreteras, aeropuertos, suministro eléctrico y telecomunicaciones.

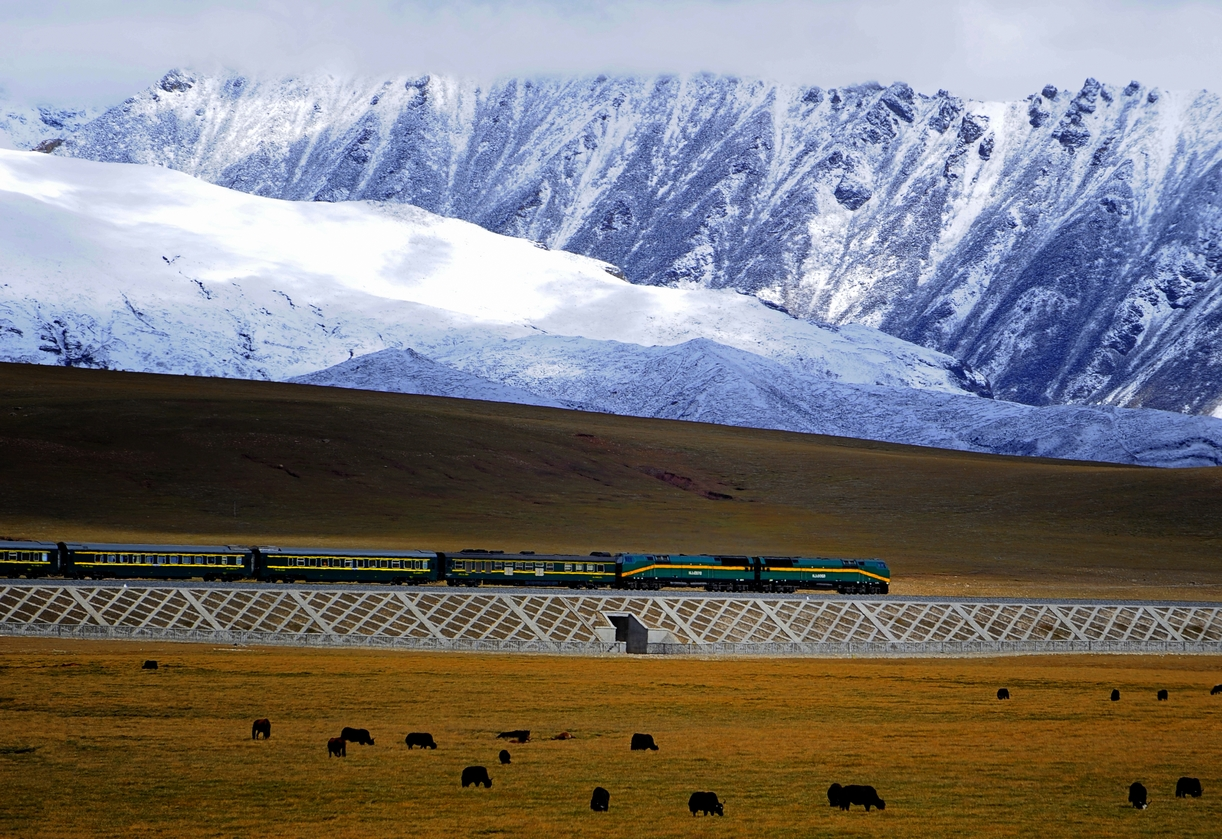
Tren circulando 20 km al norte Yangbaijan al noreste de Lhasa.

Hasta hace unos años, la Carretera de la Amistad era un difícil camino de grava entre la ciudad de Lhasa y el Puente de la Amistad Sino-Nepalés, en la frontera tibetano-nepalesa de Nyalam. Hoy, toda la ruta se ha mejorado con una moderna carretera asfaltada.
Entre 2001 y 2005 se construyó el Ferrocarril de Lhasa, una línea ferroviaria de 1125 km desde Golmud, en el centro de China, hasta la capital tibetana, Lhasa. Se trata de una línea férrea situada en su mayor parte a 4000 m sobre el nivel del mar. Desde 2007, esta línea ferroviaria permite transportar mercancías como petróleo, carbón, materiales de construcción, productos de la industria minera de Tíbet y otros a través de una línea ferroviaria a una fracción del coste anterior y ya no tienen que transportarse en camiones por las carreteras rurales de Tíbet. Esto confiere al ferrocarril de Lhasa una posición clave en el futuro desarrollo económico de Tíbet.
En la actualidad, la línea férrea es de gran importancia para la industria turística. Los críticos, sin embargo, temen que facilite la afluencia de chinos Han y cambie la estructura étnica en perjuicio de los tibetanos. Sin embargo, desde las tierras bajas chinas ya se puede llegar a Lhasa en autobús en dos días.
De 2010 a 2014, la línea ferroviaria se amplió hasta Xigatse. La construcción de la línea fue muy compleja. Aproximadamente la mitad de la línea discurre por túneles o puentes. Se está planeando una ampliación de la línea hasta la capital de Nepal, Katmandú. Esto preocupa a los dirigentes indios, porque hasta ahora Nepal, a través del comercio y el transporte, ha estado dentro de la esfera de influencia de India.

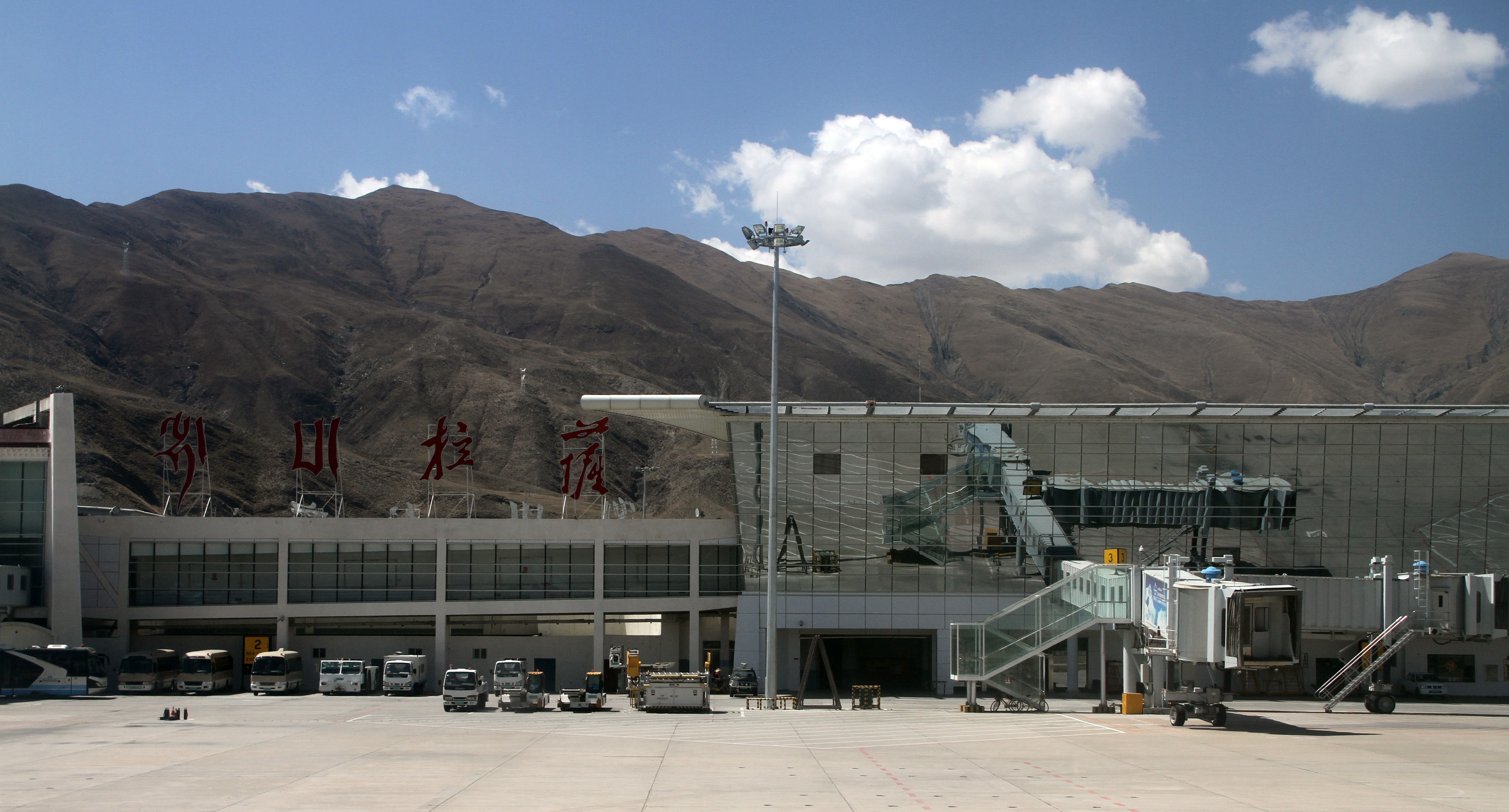
Aeropuerto de Lhasa-Gonggar.

La Región Autónoma del Tíbet cuenta actualmente (desde 2013) con cinco aeropuertos civiles: el aeropuerto de Lhasa-Gonggar, cerca de la capital, el aeropuerto de Qamdo-Bamda, en la ciudad de Qamdo, y el aeropuerto de Nyingchi-Mainling, en la ciudad de Nyingchi; en 2010 se inauguraron los modernos aeropuertos de Xigazê, en el distrito administrativo de Xigazê, y Ngari.
En los últimos años se está construyendo el aeropuerto de Nagqu Dagring, situado a 4.436 metros de altitud en el distrito administrativo de Nagqu, que se espera se convierta en el aeropuerto más alto del mundo cuando esté terminado.

## Economía

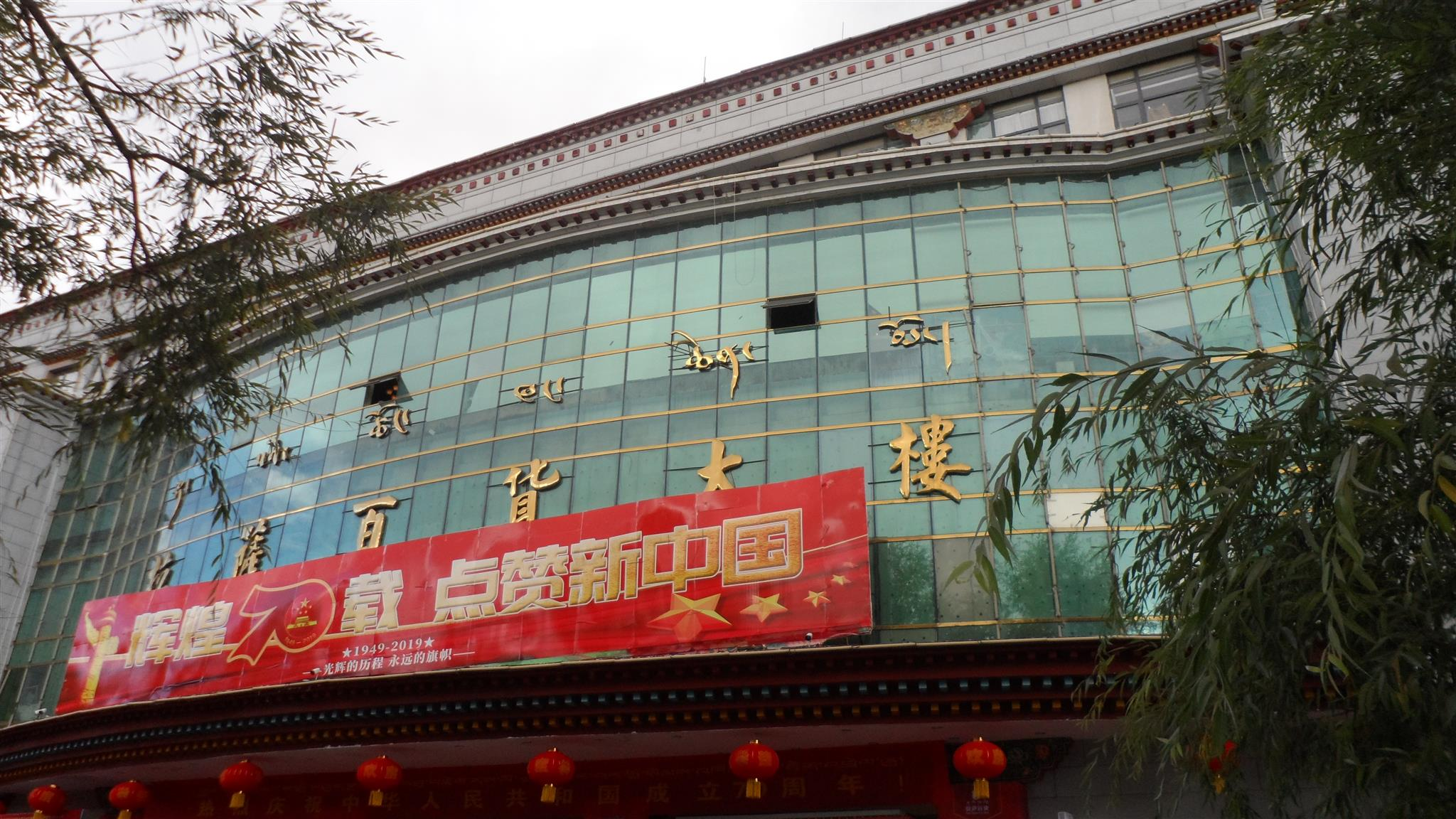
Una tienda por departamentos de Lhasa.

La economía de Tíbet se ha basado en actividades tradicionales como, la agricultura, la ganadería, la hilandería de lana, la silvicultura y la artesanía.
Recientemente se han descubierto en Tíbet modestos yacimientos de cobre, plomo, zinc, cromo, oro, aluminio y petróleo, lo que ha hecho que diversas empresas, tanto nacionales como extranjeras se hayan interesado en hacer estudios más amplios en la zona.
Tíbet posee además uno de los cinco únicos yacimientos de litio en el mundo, material usado en medicina, industria pesada y recientemente en baterías de coches eléctricos y dispositivos informáticos móviles, lo que lo convierte en un yacimiento estratégico.
Con el mayor nivel de gasto público per cápita de China, la región autónoma del Tíbet, aunque sigue siendo pobre, está experimentando un rápido desarrollo económico (10% de crecimiento en 2018), lo que permite la expansión de la clase media. Pekín pretende promover el desarrollo económico a través del turismo y la minería, para luego construir una red de infraestructuras que llegue a Nepal e India como parte de las Nuevas Rutas de la Seda, y mejorar la integración de la población.

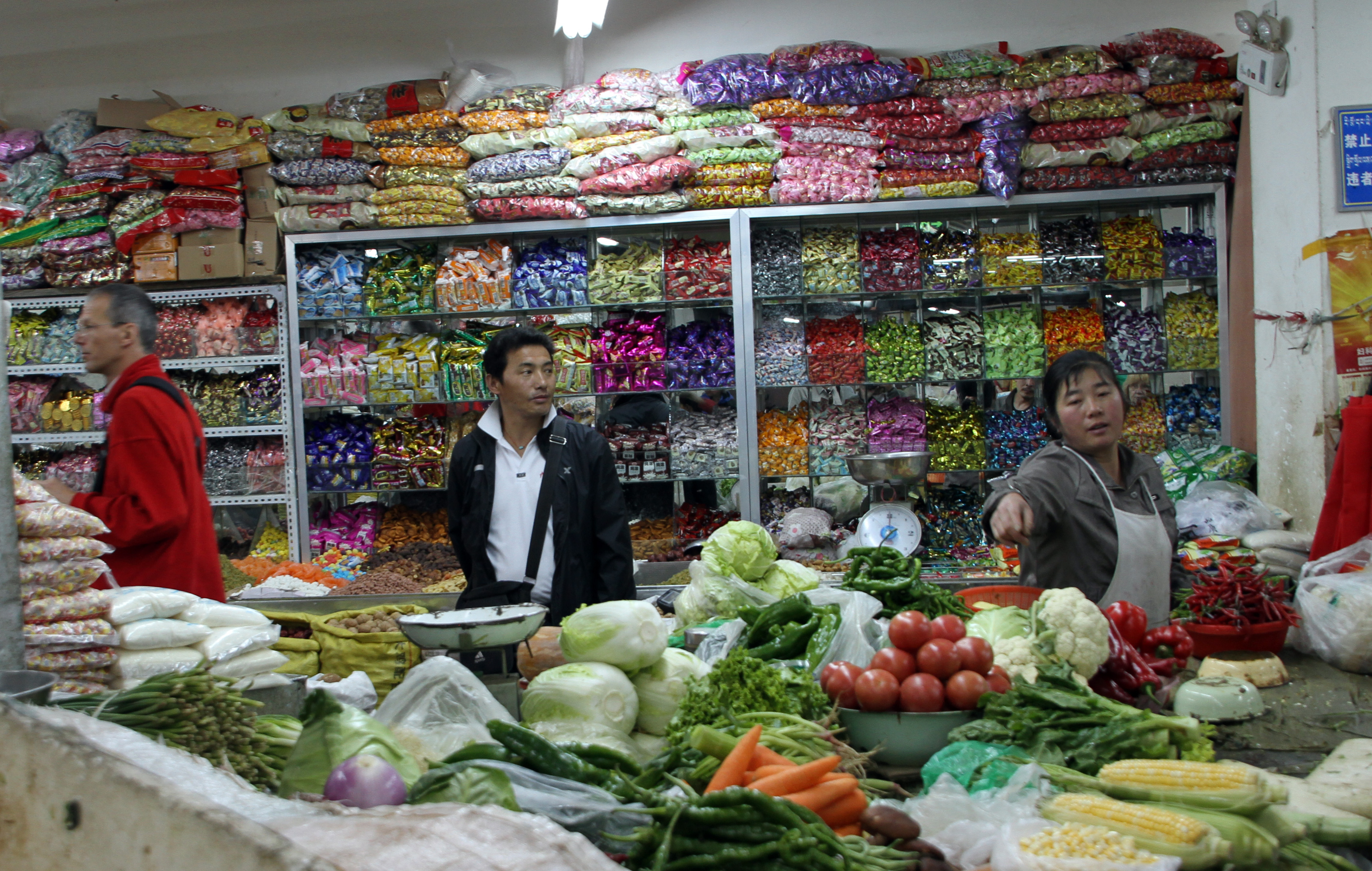
Un mercado de Lhasa.

A pesar de la política de discriminación positiva en el empleo público urbano, los tibetanos siguen estando infrarrepresentados. Así, aunque la región se define oficialmente como "autónoma", la gran mayoría de los altos funcionarios son Hans (el grupo étnico mayoritario en China) y los proyectos son decididos en su mayoría por Pekín. En 2018, treinta y cuatro millones de turistas (+31,5% en comparación con 2017), en su mayoría chinos, visitaron el Tíbet.
La esperanza de vida de los habitantes del Tíbet ha aumentado de 35,5 años en 1951 a 71,1 años en 2019.

### Industria
Según el Libro Blanco Ilustrado publicado por el gobierno de la RPC en 2009 con motivo del Cincuentenario de la Reforma Democrática en Tíbet, se ha desarrollado una industria moderna con sabor tibetano, con la minería, los materiales de construcción, la artesanía y la medicina tibetana como pilares, y la generación de energía, el procesamiento agrícola y ganadero y la producción de alimentos como auxiliares. El valor añadido industrial pasó de 15 millones de yuanes en 1959 a 2.968 millones de yuanes en 2008.
A finales de 2011, casi 500.000 tibetanos, o una quinta parte de la población, no tenían acceso a la electricidad. Las autoridades chinas planean cerrar esta brecha en la próxima década. En 2013, la capacidad eléctrica instalada (combinando energía hidráulica, geotérmica, eólica y solar) alcanzó los 1,28 millones de kilovatios, con una tasa de cobertura de la población del 100%.

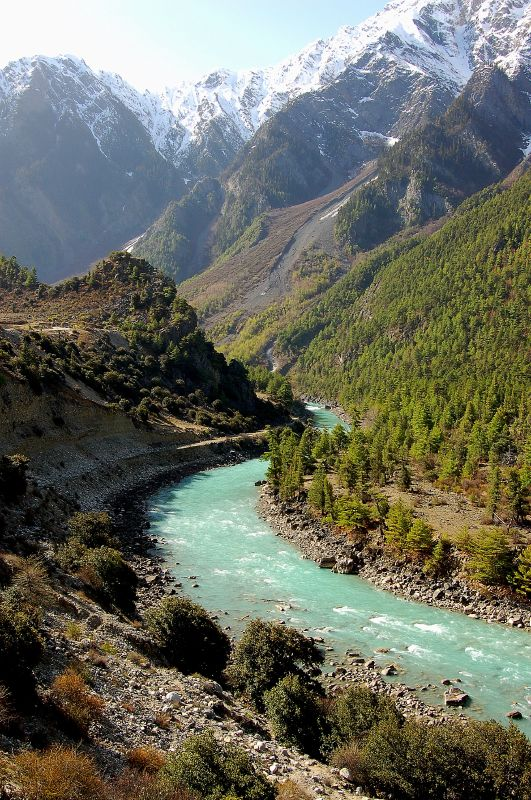
Río Nyang en el Tíbet.

### Turismo
La República Popular China estimula el turismo en su intento de desarrollar la Región Autónoma del Tíbet, una de las subdivisiones administrativas más pobres de China.
Tras abrir sus puertas a los turistas extranjeros en 1979, la Región Autónoma del Tíbet recibió 300 en 1980, 2.000 en 1984 y 28.000 en 1994. En 2004, la cifra aumentó a 1,1 millones de visitantes, en 2005 a 1,6 millones y en 2007 a 4 millones. Sin embargo, esta expansión del turismo sufrió un revés inicial a raíz de los disturbios de finales de los años ochenta -con una caída del número de turistas de 43.000 en 1987 a 3.000 en 1989- y después, según la Agencia China de Noticias, un retroceso debido a los disturbios de Lhasa y los disturbios en Tíbet en 2008 y sus efectos (sólo 2.246.400 visitantes), ya que Tíbet estuvo cerrado a los turistas en particular de marzo a junio de ese año.
Entre enero y julio de 2009, más de 2,7 millones de turistas visitaron la región, tres veces más que en el mismo periodo de 2008, según el Tibet Daily, con unos ingresos de 2.290 millones de yuanes.
6 En 2010, la región acogió a 6,85 millones de turistas chinos y extranjeros, generando unos ingresos de 7,14 billones de yuanes (11.000 millones de dólares), es decir, el 14% de su producto interior bruto.
En el año 2012, a 30 de noviembre, la Región Autónoma del Tíbet recibió 10,34 millones de visitantes de otras partes de China y del extranjero, frente a los 8,69 millones de 2011. Casi 300.000 personas trabajan en el sector turístico regional.

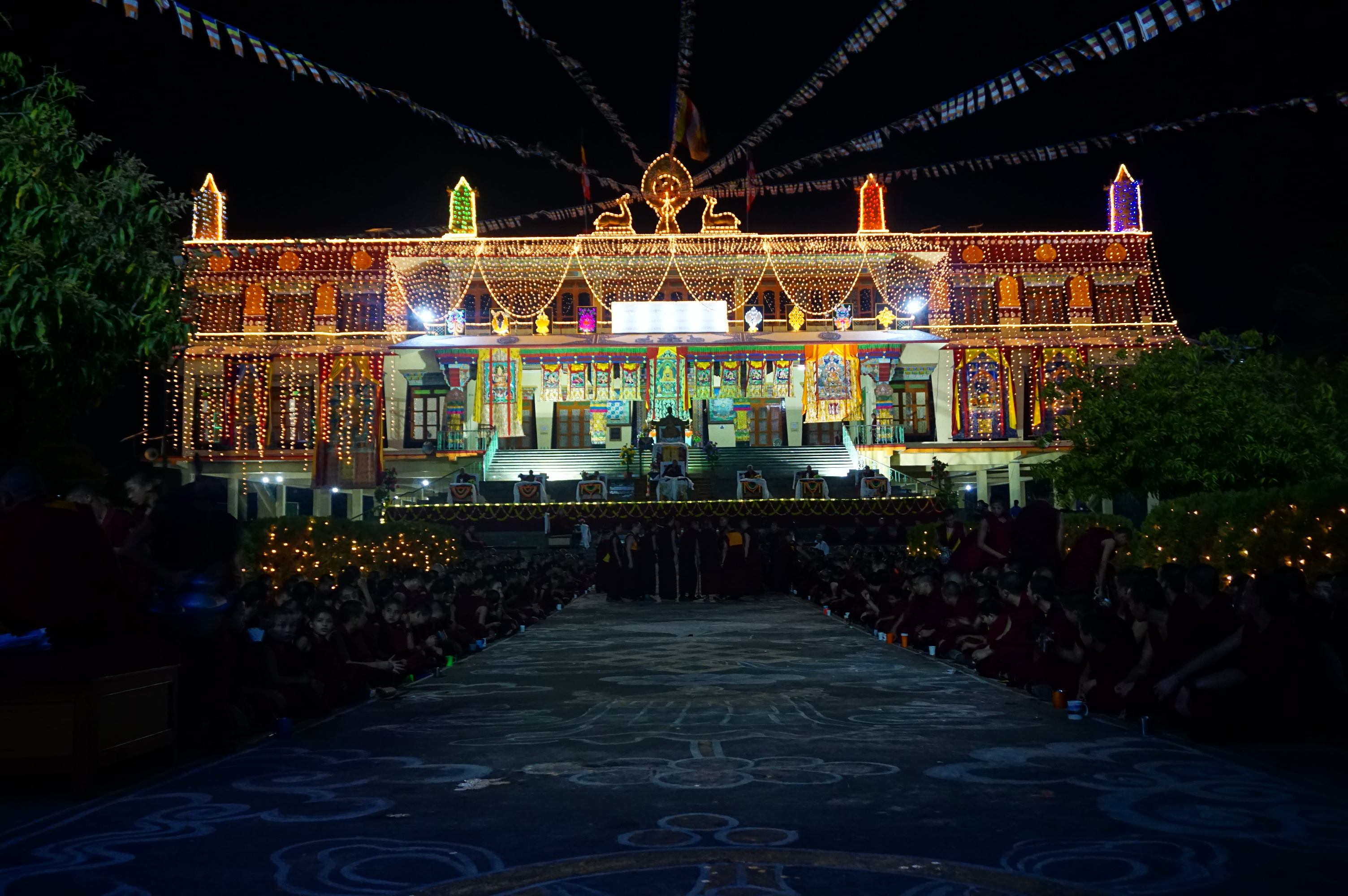
Vista nocturna del Monasterio de Drepung en Tíbet.

En 2017, el Tíbet recibió más de 25 millones de turistas.
Los turistas que  visitan el Tíbet deben viajar en un grupo organizado por una agencia de viajes, con un visado turístico especial.
A mediados de la década de 1980, Tíbet se abrió al turismo y los viajeros pudieron entrar en China cruzando la frontera nepalesa por muchos puntos; ya no había control por parte del gobierno central ni obligación de pasar por Pekín. Esta apertura, sin parangón en casi ninguna parte de las regiones del Himalaya, salvo en algunas zonas de Nepal, se detuvo temporalmente debido a los disturbios de octubre de 1987 en Lhasa.
Según Vegard Iversen, el desarrollo de la industria turística se vio obstaculizado por la presencia del Estado chino en Tíbet. Mientras que en Nepal los ingresos del turismo representaron más del 24% de los ingresos del comercio exterior en 1985-1990, el número de turistas extranjeros que visitaron Tíbet entre 1985 y 1989 fue de 23.000, frente a los 273.000 de 1991 en Nepal, donde los ingresos del sector ascendieron a 73 millones de dólares.
En el libro Is Tibet Chinese? (¿Es Tíbet chino?), publicado en 2002, se sugiere que el bajo porcentaje de extranjeros (10%) se debe a los altos precios que se cobran y al escaso nivel del alojamiento en la región. En 2002, Robert Barnett consideraba que "decir que Tíbet está abierto a los turistas es engañoso". El acceso se limita a Lhasa, Shigatsé y las rutas de acceso a Nepal y Qinghai.

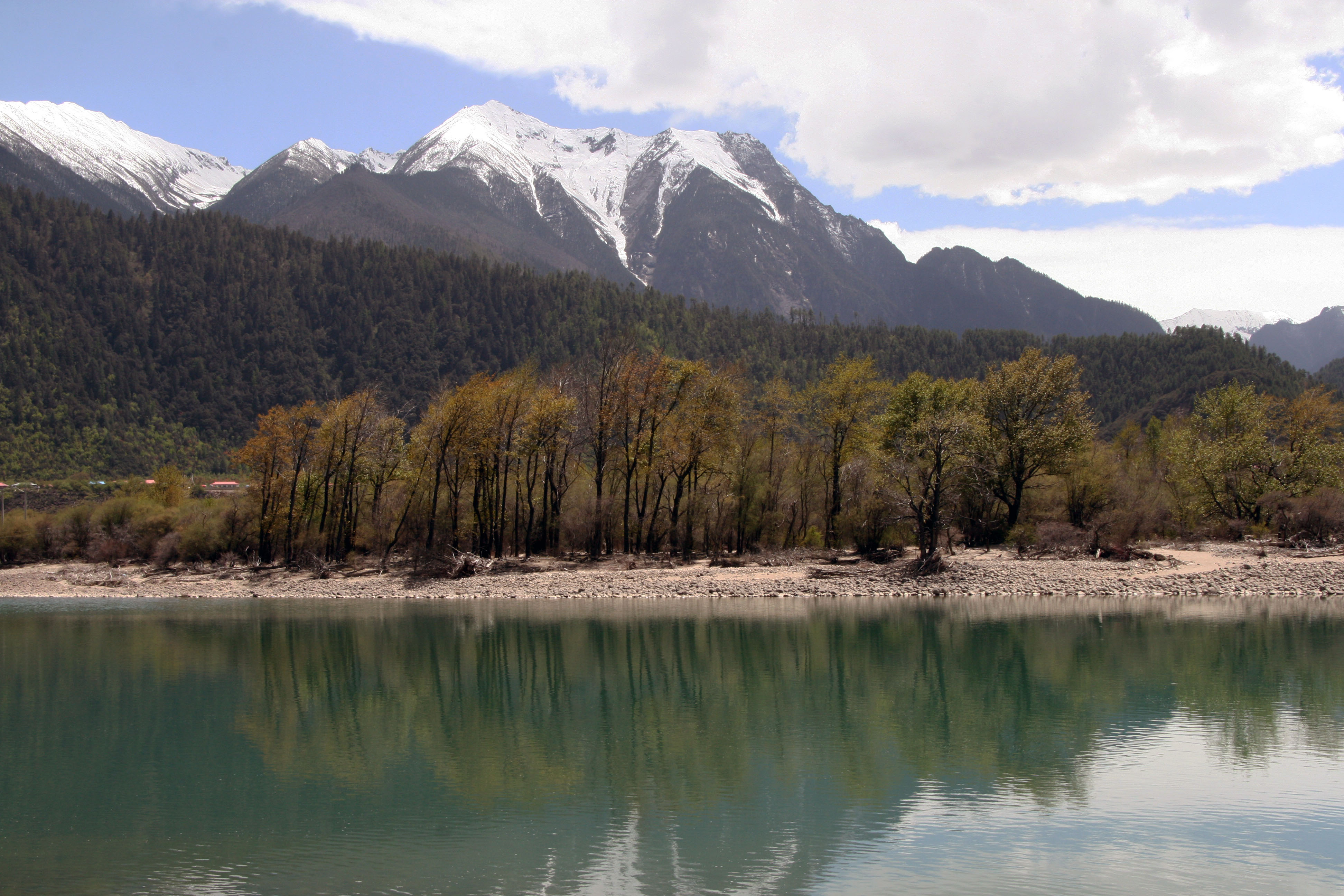
Tíbet es conocido por sus numerosos lagos y ríos.

Según el gobierno de la región autónoma, se esperaba que cerca de 3 millones de turistas, el 90% de ellos chinos, visitaran Tíbet en 200713 , gracias sobre todo a la apertura de la línea ferroviaria Qing-Zang que une las ciudades de Golmud y Lhasa.
Según el gobierno regional, se esperaba que la región autónoma recibiera 6 millones de turistas de todo el mundo en 2010, lo que supondría unos ingresos de al menos 6.000 millones de yuanes (770 millones de dólares), como mínimo el 12% del producto interior bruto de la región.
En 2010, la región acogió a 6,85 millones de turistas chinos y extranjeros, que generaron unos ingresos de 7.140 millones de yuanes (11.000 millones de dólares), es decir, el 14% de su producto interior bruto. En 2011 se completó la construcción de la primera oficina de turismo en Lhasa. El ¨coste del proyecto es de 15,7 millones de yuanes (2,29 millones de dólares) sufragados por las autoridades centrales. La oficina está situada en la plaza de la estación, en el centro de Lhasa.

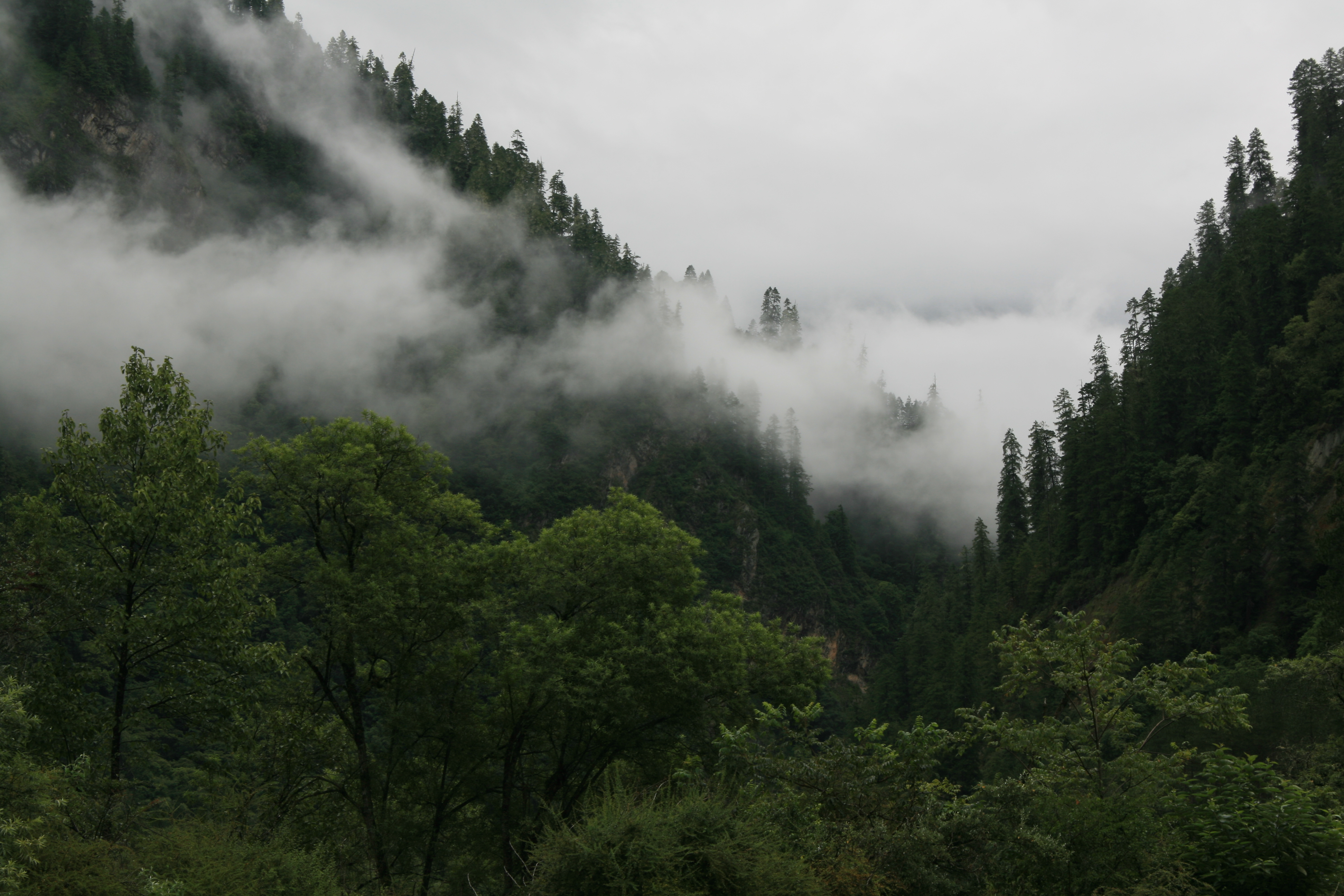
Distrito de Bayi, Tíbet.

En 2013, la región autónoma acogió a 12,91 millones de turistas, frente a los 10,34 millones de 2012 y los 8,69 millones de 2011. Casi 300.000 personas trabajan en el sector turístico regional.
En 2014 se creó una cámara de turismo en Lhasa por iniciativa de 30 empresas turísticas privadas para promover el turismo en la región.
En 2014, Tíbet registró 15,53 millones de llegadas de turistas (+23,5 % en comparación con 2013), de los cuales 15,29 millones procedían del interior del país (+20,5 %) y 244 400 del extranjero (+9,5 %).
En un intento por desarrollar el turismo, se invirtió casi 4.000 millones de euros en la construcción de un enorme parque turístico alrededor de Lhasa, que se proyecto recibiria cinco millones de visitantes más en 2015. El parque se construyó en torno a la figura histórica de Wencheng, una princesa china del siglo VI que se casó con el rey tibetano de la época.
En 2017, el Tíbet recibió más de 25 millones de turistas. Su estancia supuso un ingreso de 37 900 millones de yuanes (unos 6 000 millones de dólares).

### Agricultura

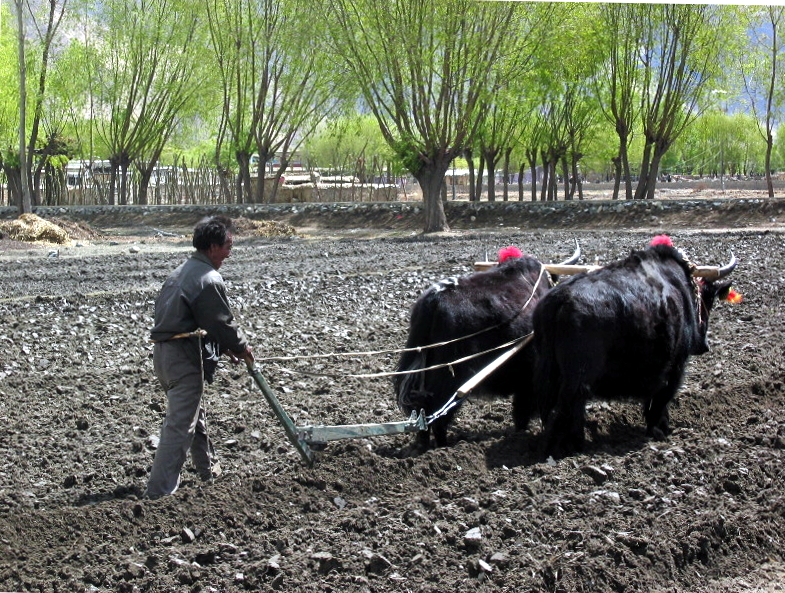
Un campesino tibetano arando la tierra con la ayuda de dos yaks.

La agricultura en Tíbet solía estar dominada por la agricultura de subsistencia, es decir, la agricultura destinada únicamente a la subsistencia de la familia.
El tibetólogo Andrew Martin Fischer informa de que, según un censo chino de 2000, los tibetanos siguen siendo abrumadoramente rurales, ya que la tasa global de residentes tibetanos en zonas rurales es del 87,2%, con un 91,4% en Qinghai, un 90,9% en Gansu, un 89,5% en Sichuan, un 84,8% en la Región Autónoma de Tíbet y un 80% en Yunnan.
Desde la década de 1990, los agricultores y pastores de etnia tibetana de la Región Autónoma de Tíbet disfrutan de una exención total de impuestos sobre la renta agraria, medida que se amplió a la minoría tibetana de la provincia de Sichuan en 2004.
Tras haber vivido en Tíbet a finales de la década de 1940, el austriaco Heinrich Harrer dejó algunas notas sobre la agricultura de aquella época en sus memorias. Harrer describe los métodos agrícolas como bastante medievales. Visitó varias grandes haciendas invitado por nobles terratenientes y comprobó que sus campesinos seguían utilizando un arado de madera con reja de hierro, pero tirado por un excelente animal de tiro, el dzo, un cruce entre buey y yak. Le sorprende que a los tibetanos no se les ocurra desviar agua de arroyos y ríos cuando se derrite la nieve para regar sus campos en primavera, que suele ser muy seca.

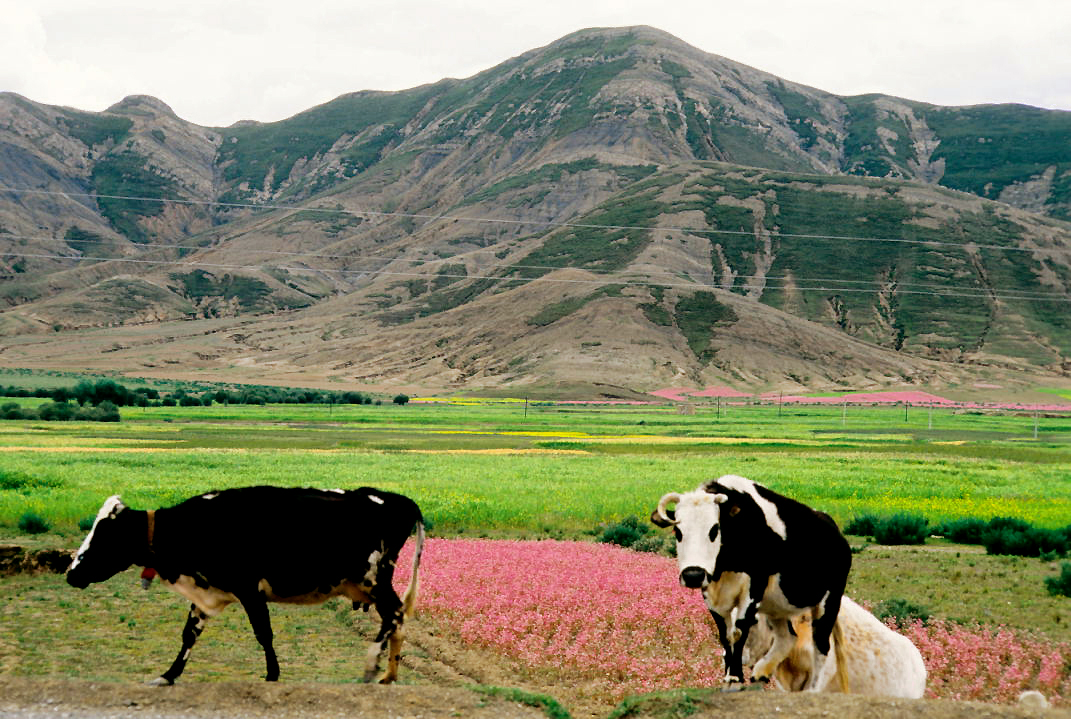
Vacas junto a la Carretera Nacional 318. Shigatse, Tíbet.

A finales de los años 70, el gobierno abandonó los objetivos maoístas e introdujo reformas en la agricultura. Se abandonaron parcialmente la planificación y la colectivización.
Los esfuerzos del gobierno chino por asentar a los pastores nómadas, que comenzaron en la década de 1960, se intensificaron enormemente con la introducción de la nueva estrategia de desarrollo de Apertura de Occidente (chin: 西部大开发 xibu da kaifa). Según las fuentes, entre 1 millón y más de 2 millones se han sedentarizado desde 2006, cambiando radicalmente el modo de vida y la práctica del pastoreo.
Existen pruebas de que la meseta tibetana se ha vuelto más seca en los últimos cinco mil años. El Tíbet occidental, que hoy es una zona deshabitada debido al frío y la sequedad, bien pudo estar ocupado por pastizales hace 5.000 años.
Hoy en día, el clima en la parte norte de la meseta se está volviendo muy duro, muy seco. Como hay demasiados rebaños y muy poca hierba, la meseta se está desertificando.

## Demografía

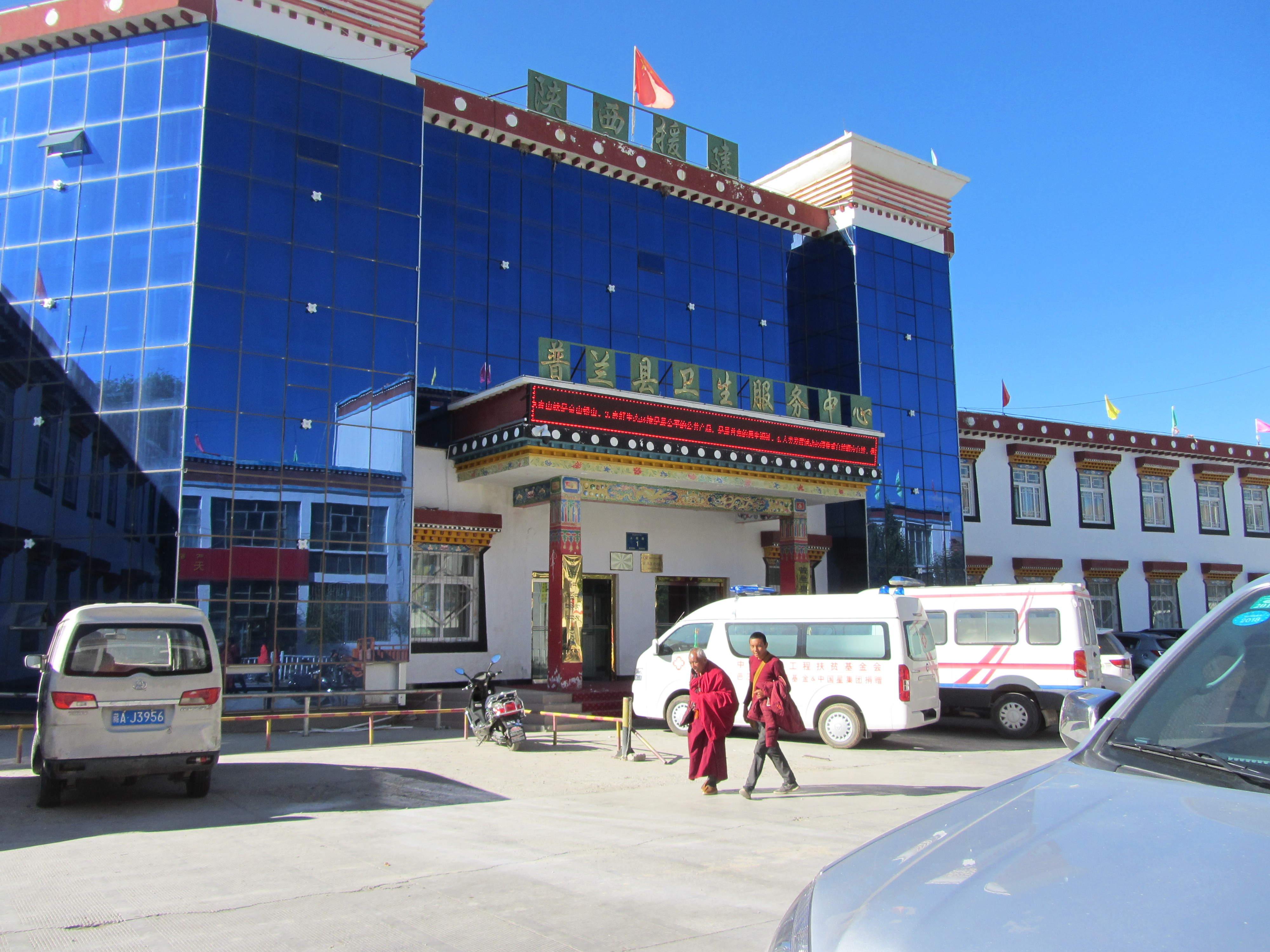
Centro médico en el Condado de Burang, Prefectura de Ngari.

Con una media de solo dos personas por kilómetro cuadrado, el Tíbet tiene la densidad de población más baja de todas las regiones administrativas provinciales chinas, debido principalmente a su terreno duro y accidentado. En 2021, solo el 36,6% de la población del Tíbet era urbana, y el 63,4% rural, una de las cifras más bajas de China, aunque ha aumentado significativamente desde el 22,6% de 2011.
En 2020, la población tibetana era de tres millones. Los tibetanos étnicos, que constituyen el 86,0% de la población, se adhieren principalmente al budismo tibetano y al bön, aunque existe una pequeña comunidad musulmana tibetana étnica. Otros grupos étnicos musulmanes, como los hui y los salar, han habitado la región. También hay una pequeña comunidad cristiana tibetana en el este del Tíbet. Los grupos tribales más pequeños, como los monpa y los lhoba, que siguen una combinación de budismo tibetano y culto a los espíritus, se encuentran principalmente en el sureste de la región.
Históricamente, la población del Tíbet estaba formada principalmente por tibetanos. Según la tradición, los antepasados originales del pueblo tibetano, representados por las seis bandas rojas de la bandera tibetana, son: Se, Mu, Dong, Tong, Dru y Ra. Otros grupos étnicos tradicionales con una población significativa o con la mayoría del grupo étnico residiendo en Tíbet son el pueblo Bai, Blang, Bonan, Dongxiang, Han, Hui, Lhoba, Lisu, Miao, Mongoles, Monguor (pueblo Tu), Menba (Monpa), Mosuo, Nakhi, Qiang, Nu, Pumi, Salar y Yi.
Según la Undécima Edición de la Encyclopædia Britannica, publicada entre 1910 y 1911, la población total de la capital tibetana de Lhasa, incluidos los lamas de la ciudad y alrededores, era de unos 30.000 habitantes, y la población permanente incluía también familias chinas (unas 2.000).
La mayoría de los han de la Región Autónoma del Tíbet (12,2% de la población total) son emigrantes recientes, ya que todos fueron expulsados del "Tíbet exterior" (Tíbet central) tras la invasión británica y hasta la creación de la RPC. Sólo el 8% de los han están empadronados en la RAT, los demás conservan su empadronamiento en su lugar de origen.
Eruditos y exiliados tibetanos afirman que, con la finalización en 2006 de la línea de ferrocarril Qingzang, que conecta la Región Autónoma del Tíbet con la provincia de Qinghai, se ha producido una "aceleración" de la migración han a la región. El gobierno tibetano en el exilio, con sede en el norte de la India, afirma que la RPC está promoviendo la migración de trabajadores y soldados han al Tíbet para marginar y asimilar a la población local.

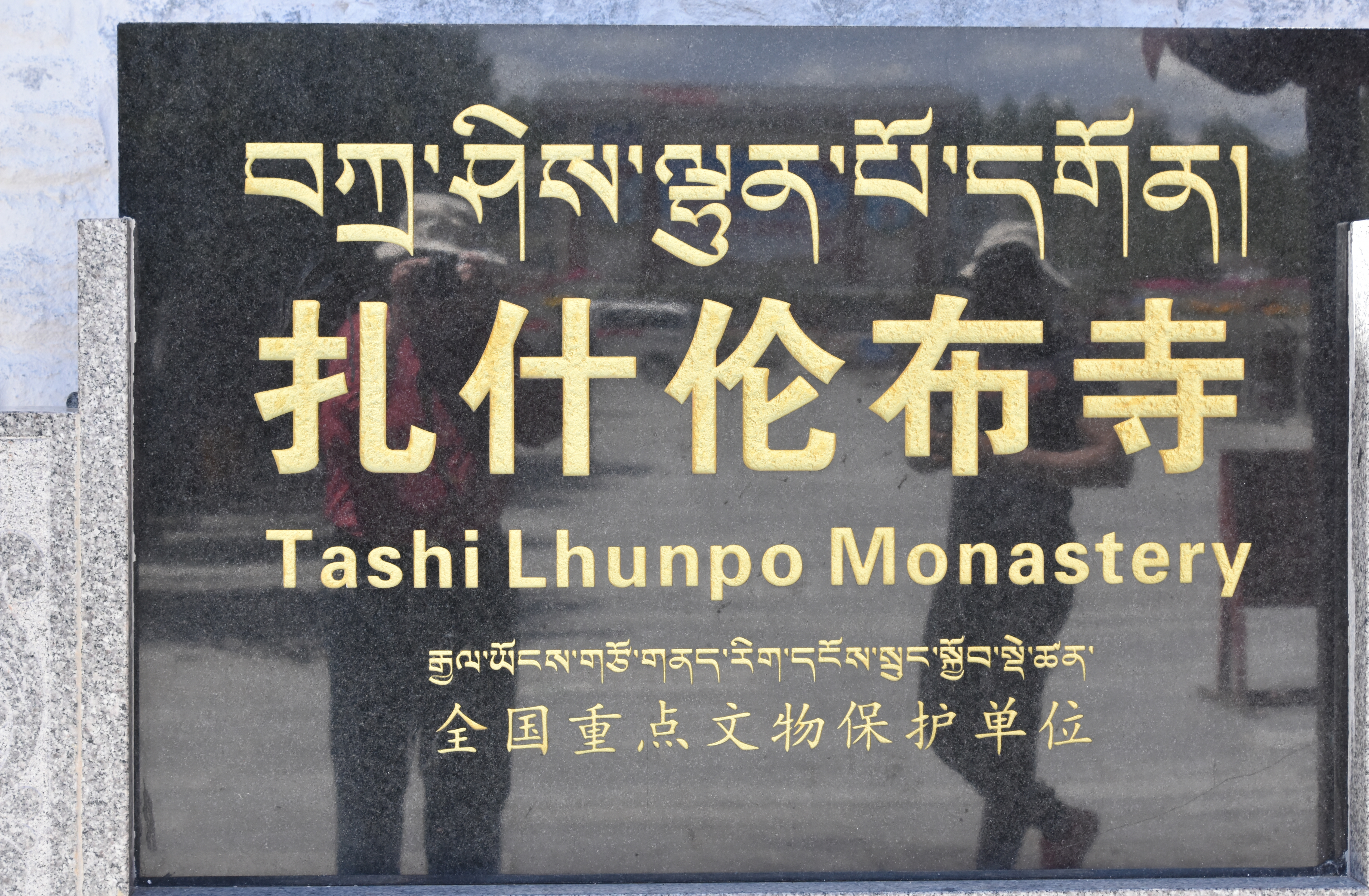
Cartel escrito en Tibetano, Chino mandarín e inglés (para los extranjeros) en un monasterio de Tíbet.

### Lenguas
La educación es bilingüe y los niños tibetanos aprenden simultáneamente chino mandarín y tibetano. En la lengua tibetana, las palabras acostumbran a ser monosilábicas aunque se les añade un sufijo que normalmente denomina si es masculino, femenino, plural, verbo, etc. El alfabeto tibetano proviene de la época del rey Songtsen Gampo. Este rey (el que introdujo el budismo al Tíbet) envió un grupo de eruditos a la India para que estudiaran los textos budistas y los tradujeran a la lengua tibetana. Asimismo, estos eruditos debían estudiar detalladamente los alfabetos indios. Escogieron el brahmi y, modificándolo, se creó el alfabeto tibetano.

### Religión

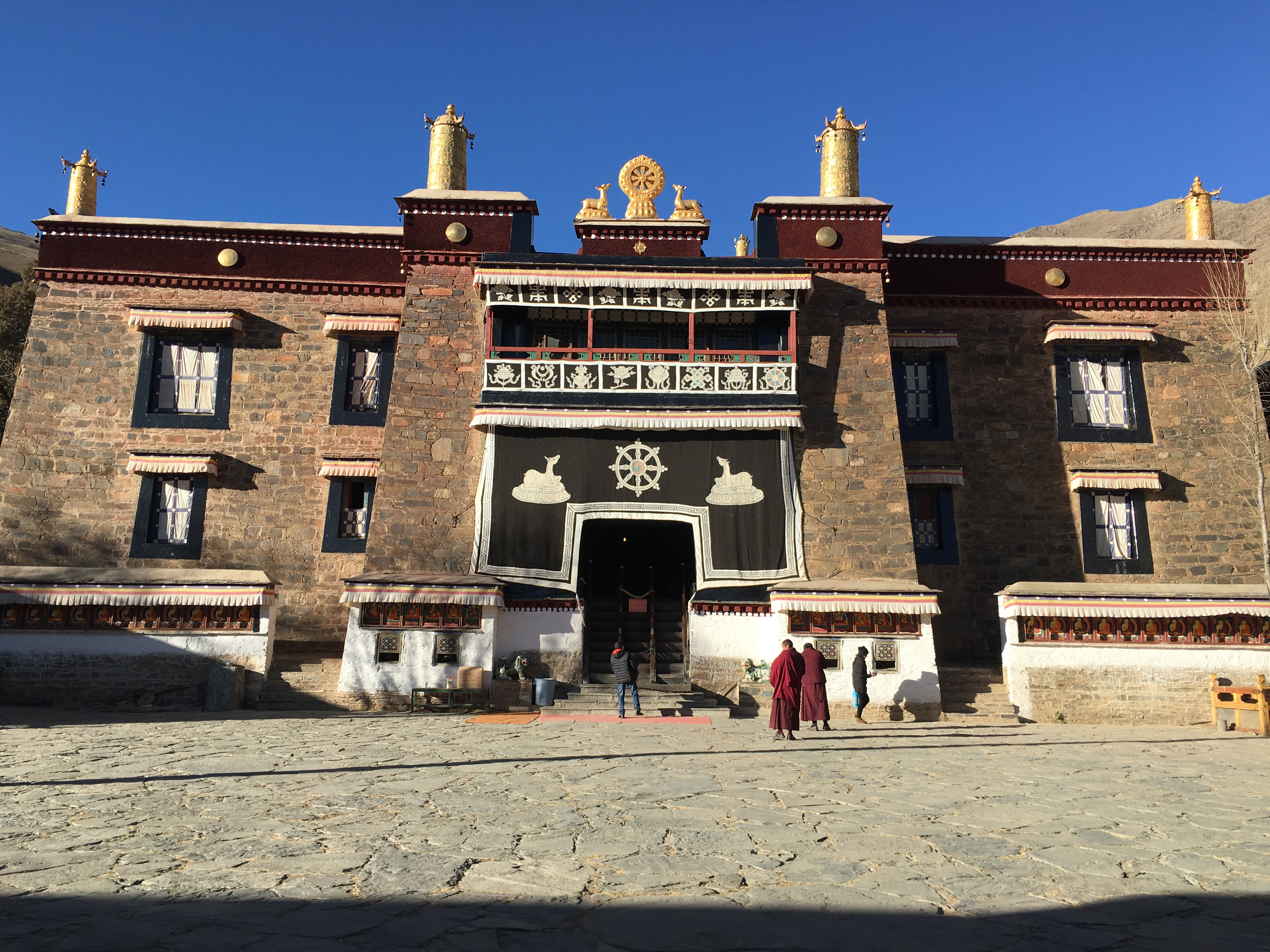
Un monasterio budista en Shannan, Tíbet.

La principal religión del Tíbet ha sido el budismo desde su difusión en el siglo VIII d. C. Antes de la llegada del budismo, la religión principal entre los tibetanos era una religión indígena chamánica y animista, el bon, que ahora comprende una minoría considerable e influyó en la formación del budismo tibetano.
Según las estimaciones del Informe Internacional sobre Libertad Religiosa de 2012, la mayoría de los tibetanos (que constituyen el 91% de la población de la Región Autónoma del Tíbet) son seguidores del budismo tibetano, mientras que una minoría de 400.000 personas son seguidores de las religiones nativas bon o folclóricas que comparten la imagen de Confucio (en tibetano: Kongtse Trulgyi Gyalpo) con la religión popular china, aunque bajo una luz diferente. Según algunos informes, el gobierno de China ha estado promoviendo la religión bon, vinculándola con el confucianismo.
La mayoría de los chinos Han que residen en el Tíbet practican su religión popular china nativa (神道; shén dào; "Camino de los dioses"). En el templo Guandi de Lhasa (拉萨关帝庙), el dios chino de la guerra Guandi se identifica con la deidad multiétnica china, tibetana, mongola y manchú Guésar. El templo está construido según la arquitectura china y tibetana. Fue erigido por primera vez en 1792 bajo la dinastía Qing y renovado alrededor de 2013 tras décadas de deterioro.
Entre 2014 y 2015 se construyó o reconstruyó el templo Guandi del Qomolangma (monte Everest), en el monte Ganggar, en el condado de Tingri.

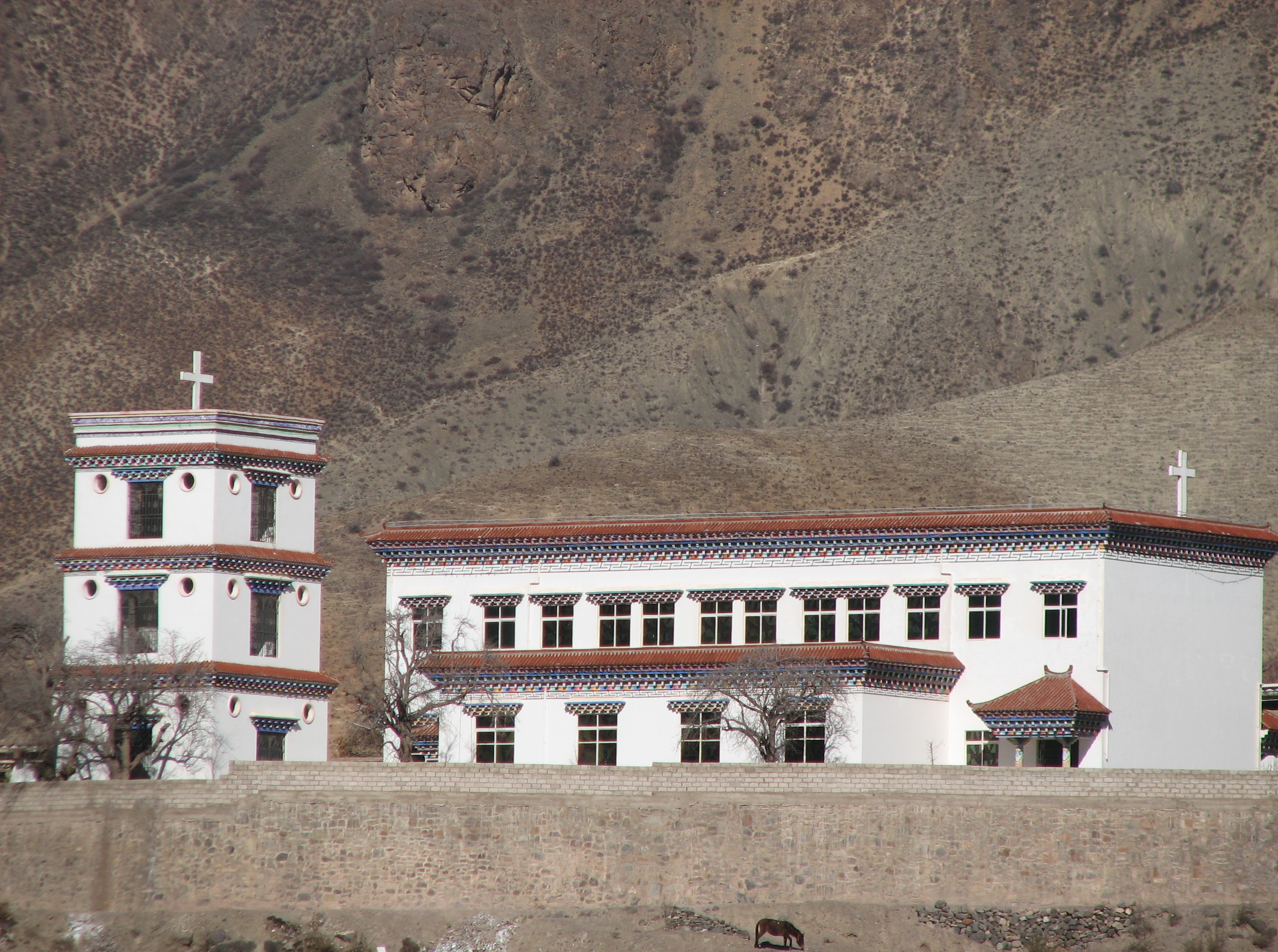
Iglesia de Nuestra Señora del Sagrado Corazón de Yerkalo al este de la Región Autónoma de Tíbet.

Hay cuatro mezquitas en la Región Autónoma del Tíbet con aproximadamente entre 4.000 y 5.000 fieles musulmanes, aunque una encuesta china de 2010 encontró una proporción mayor, del 0,4%. Hay una iglesia católica con 700 feligreses estimados para 2012, que se encuentra en la comunidad tradicionalmente católica de Yerkalo (conocido como Yanjing en chino), en el este de la región y que depende de la diócesis de Kangding (Dioecesis Camtimensis, 天主教康定教區) 
El budismo mahayana entró en el Tíbet gracias a Guru Rinpoché en el siglo VIII. Antes existía la tradición Bön. Con el auge del budismo, la antigua tradición casi desapareció, aunque más tarde fue recuperada y se fundaron 300 monasterios. Parte de la creencia Bön creó el budismo tibetano. La tradición Mahayana o Gran Vehículo no se limita a buscar la liberación personal, sino que tiene como finalidad expandir la sabiduría lograda y enseñar el camino a todos los seres. Este vehículo toma diferentes formas según las culturas: el zen en Japón, el tantra o vajrayana en Tíbet.

### Educación
La Región Autónoma del Tíbet se fundó oficialmente en septiembre de 1965. La República Popular China comenzó a establecer una educación moderna en Tíbet a principios de la década de 1950. Según Xinhua, en 2005, la Región Autónoma del Tíbet tenía 1.010 escuelas con 486.000 alumnos y estudiantes. Según English.news.cn, en 2011 había más de 31.000 estudiantes, en su mayoría tibetanos étnicos, en la educación universitaria en el Tíbet. En 2002, Robert Barnett señaló que, según las estadísticas oficiales, el 97% de la población de la Región Autónoma es tibetana y, sin embargo, solo uno de cada tres escolares de enseñanza secundaria y superior es de etnia tibetana, lo que sugiere una desigualdad en el acceso a la educación de los niños tibetanos.

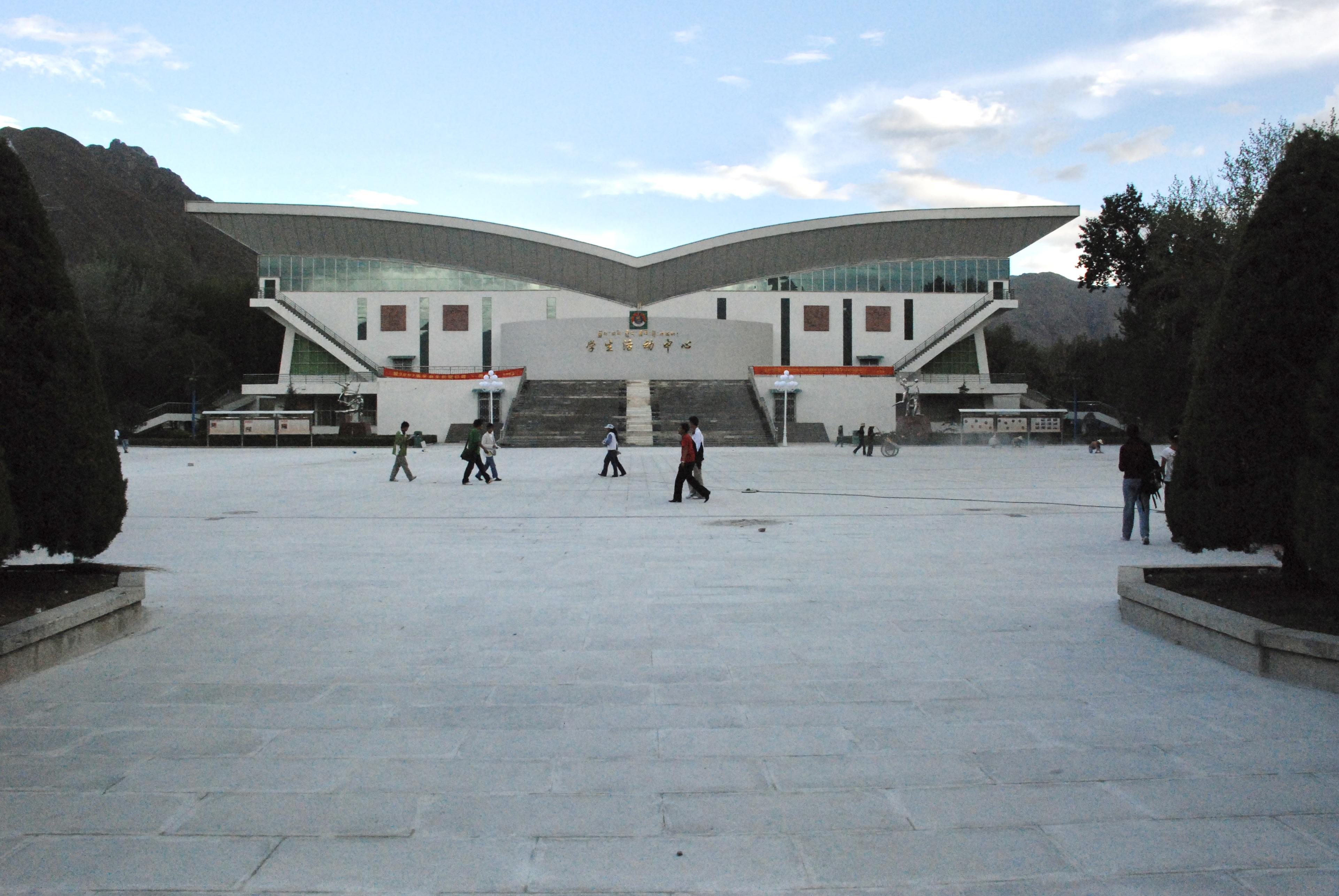
Auditorio de la Universidad de Tíbet.

La Universidad de Tíbet, el Instituto de Nacionalidades, el Instituto de Agronomía y Ganadería y el Instituto de Medicina son los pilares de la enseñanza superior en la Región Autónoma de Tíbet.
Los estudiantes de la Región Autónoma del Tíbet pueden optar por incluir la prueba de lengua tibetana en el examen nacional de acceso a la enseñanza superior. A diferencia de lo que ocurre en las provincias vecinas, las pruebas no lingüísticas sólo se realizan en chino. Nicolas Tournadre señala que la composición actual de este examen no anima a los alumnos a estudiar tibetano.
La Universidad del Tíbet es la principal institución de educación superior de la Región Autónoma del Tíbet. Inaugurada oficialmente en 1985, tiene su campus en Lhasa, capital de la Región Autónoma. Está financiada por el gobierno central chino.
En 2004 contaba con 8.000 estudiantes, de los cuales el mayor número se reunía en la Facultad de Estudios Tibetanos.
Según English.news.cn, en 2011 había más de 31.000 estudiantes, en su mayoría de etnia tibetana, en la enseñanza universitaria en Tíbet. Además, muchos estudiantes tibetanos estudiaban en el resto de China.
Según Nicolas Tournadre (2002), todas las asignaturas científicas y la mayoría de las ciencias sociales se imparten en chino mandarín.
Según Elisabeth Martens, Tíbet se beneficia de la política institucionalizada de discriminación positiva de las minorías étnicas en China: su aplicación se traduce en "tasas universitarias más bajas y exámenes de acceso menos estrictos ". En 1997, Barry Sautman informó de que el listón de admisión está más bajo para las minorías étnicas que para los demás estudiantes.

## Telecomunicaciones

### Telefonía
El teléfono no se puso a disposición del público hasta finales de la década de 1950.
En 1994, la mitad de los condados del Tíbet chino estaban equipados con líneas telefónicas (28.000 en total), lo que permitía a los tibetanos llamar a cualquier parte del mundo.
Los teléfonos móviles en Tíbet tienen escritura tibetana.

### Internet
Cada vez aparecen más sitios en lengua tibetana en Internet.
En 2000 había 10 cibercafés en Lhasa; en 2007 había unos 100. Muchos jóvenes tibetanos son ahora aficionados a Internet. La Escuela Financiera Tibetana, en colaboración con la Universidad Popular, ha creado cursos de formación profesional a distancia a través de Internet.
A finales de 2010, la Región Autónoma del Tíbet contaba con un total de 1,2 millones de abonados a Internet, el 90% de los cuales accedía a la red a través de sus teléfonos móviles y el 10% mediante servicios de banda ancha. Con el desarrollo de programas informáticos en tibetano, la gente puede utilizar su lengua para navegar por Internet o utilizar aplicaciones informáticas.
China ha implantado el control de Internet, prohibiendo a los chinos acceder a cualquier crítica a su gobierno. Los blogs y sitios web personales de artistas tibetanos que se oponen al gobierno están prohibidos o son borrados. Durante su viaje a Tíbet en 2000, el escritor inglés Patrick French indicó que era posible burlar esta censura de la "policía china de Internet" gracias a un segundo servidor y a sitios espejo.
En abril de 2009, Reporteros sin Fronteras expresó su preocupación por los periodistas y administradores de sitios Web detenidos.

## Cultura

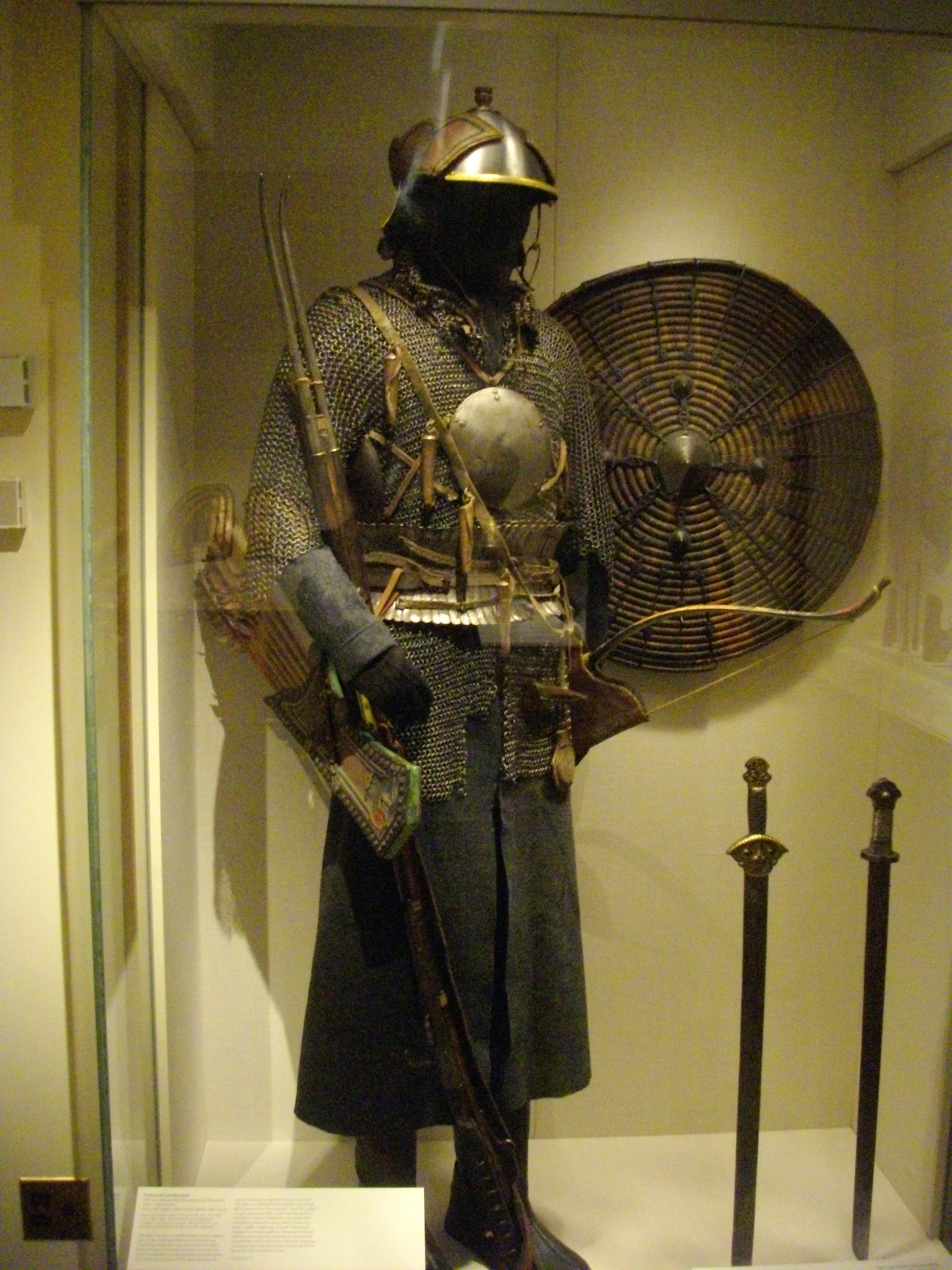
Armadura antigua de cota de malla con elementos Tibetanos, butaneses y nepaleses.

### Gastronomía
A causa de la gran altitud y las duras condiciones ambientales del Tíbet, su gastronomía es muy rica en calorías, proteínas y grasas. La alimentación diaria de los nómadas tibetanos se basa en dos alimentos muy energéticos: la tsampa, que consiste en harina generalmente de cebada tostada al fuego, y el té tibetano (chas), que es té con mantequilla de yak y sal. Otros platos más elaborados son, por ejemplo, el thukpa (sopa de verduras, carne y pasta) y el momo (pasta con forma de ravioli —de un tamaño más grande que una croqueta— rellena de carne o verdura, hechos al vapor), así como los khabse (galletas). Igualmente se come carne de yak, oveja o cabra. También aprovechan la leche para hacer lassi, yogur batido y un poco de miel con carne de buey.

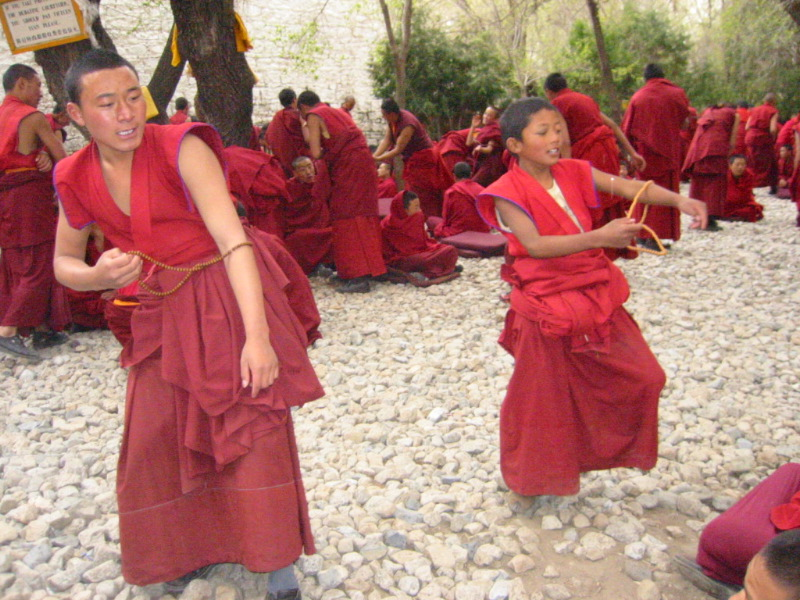
Jóvenes monjes en el monasterio Drepung.

### Medios de Comunicación
El Tíbet tiene tres canales de televisión, uno para cada uno de los tres dialectos tibetanos hablados. Lhasa y la Región Autónoma de Tíbet tienen un canal de televisión en tibetano que emite 24 horas al día desde el 1 de octubre de 2007. Cuando se creó en 1999, sólo emitía 11 horas al día. Hay un segundo canal en tibetano en Qinghai, fuera de la región autónoma. Un tercer canal de televisión en tibetano emite en Lhasa. Por último, el 28 de octubre de 2009 se inauguró en Chengdu, capital de la provincia de Sichuan, un tercer canal de televisión por satélite dirigido a los 2,4 millones de tibetanos que hablan khampa. Emite seis horas y media al día.
Según Tsering Shakya, en 2008, los tibetanos tendían a ver más programas de televisión en chino que en tibetano porque las producciones en tibetano son menos numerosas y variadas y también menos gratuitas que la multitud de canales chinos disponibles.
Según el lingüista Jacques Leclerc, las televisiones y radios son "instrumentos de propaganda del Partido Comunista Chino". Los periodistas están obligados a aplicar la "política de sinicización" del tibetano. El dalái lama, las actividades del gobierno tibetano en el exilio, la libertad religiosa y los derechos humanos están prohibidos en las ondas. Por último, desde 1990, "muchos periodistas han sido encarcelados y torturados".
56 Según el escritor chino Tsering Woeser, uno de los objetivos del proyecto "Tíbet-Xinjiang", descrito como "proyecto para el bienestar del pueblo", es desplegar transmisores de alta potencia para crear "un telón de acero que no pueda ser penetrado por las ondas". Esto significa que los tibetanos no pueden recibir "emisiones de radio y televisión" de organizaciones internacionales como Radio Free Asia y Voice of America.
Los inicios de la prensa moderna en tibetano se remontan a 1909, durante la dinastía Qing, con The Tibet Vernacular Newspaper, un periódico diario bilingüe en tibetano y chino, impreso mediante un proceso litográfico y con una tirada de menos de 100 ejemplares.
A partir de 1925, un pastor tibetano publicó un periódico mensual en tibetano, The Tibetan Mirror (Melong en tibetano), no en Tíbet sino en Kalimpong, en lo que hoy es el estado indio de Bengala Occidental, que circulaba entre la nobleza tibetana y los elementos reformistas. El Espejo del Tíbet es sin duda el periódico, escrito únicamente en tibetano, impreso en la India y vendido exclusivamente en el Tíbet, que el austriaco Heinrich Harrer, que permaneció en el reino del dalái lama de 1944 a 1951, menciona haber leído.
También existía un boletín en tibetano y chino publicado por la China nacionalista entre 1935 y 1937, que contenía artículos sobre noticias chinas e internacionales, la política del gobierno republicano y actividades religiosas relacionadas con Tíbet y Mongolia.
Como señala la revista Revolutionary Worker, hasta mediados de la década de 1950 no se creó, imprimió y publicó en Tíbet un medio de comunicación impreso moderno94 . Antes de esto, los tibetanos no tenían periódicos diarios, como señala Heinrich Harrer en su libro Siete años en Tíbet.
En las zonas tibetanas de Yunnan, los periódicos oficiales no aparecieron hasta la década de 1980.
En 2004, había 10 periódicos y 14 revistas publicados en tibetano. Según un estudio publicado en el sitio web de la Universidad Laval de Quebec, los periódicos en lengua tibetana tienen una tirada muy baja en comparación con la prensa en lengua china. La mayoría de los diarios están en chino, y los que están en tibetano suelen ser traducciones de tiradas chinas.
En 2008 había 57 diarios y revistas (23 y 34 respectivamente) en circulación. Cada una de las 7 ciudades y prefecturas de Tíbet tenía un periódico en tibetano y otro en chino. En 2007, la tirada de los periódicos fue de 55,5 millones de ejemplares y la de las revistas de 2,67 millones.

### Artesanía

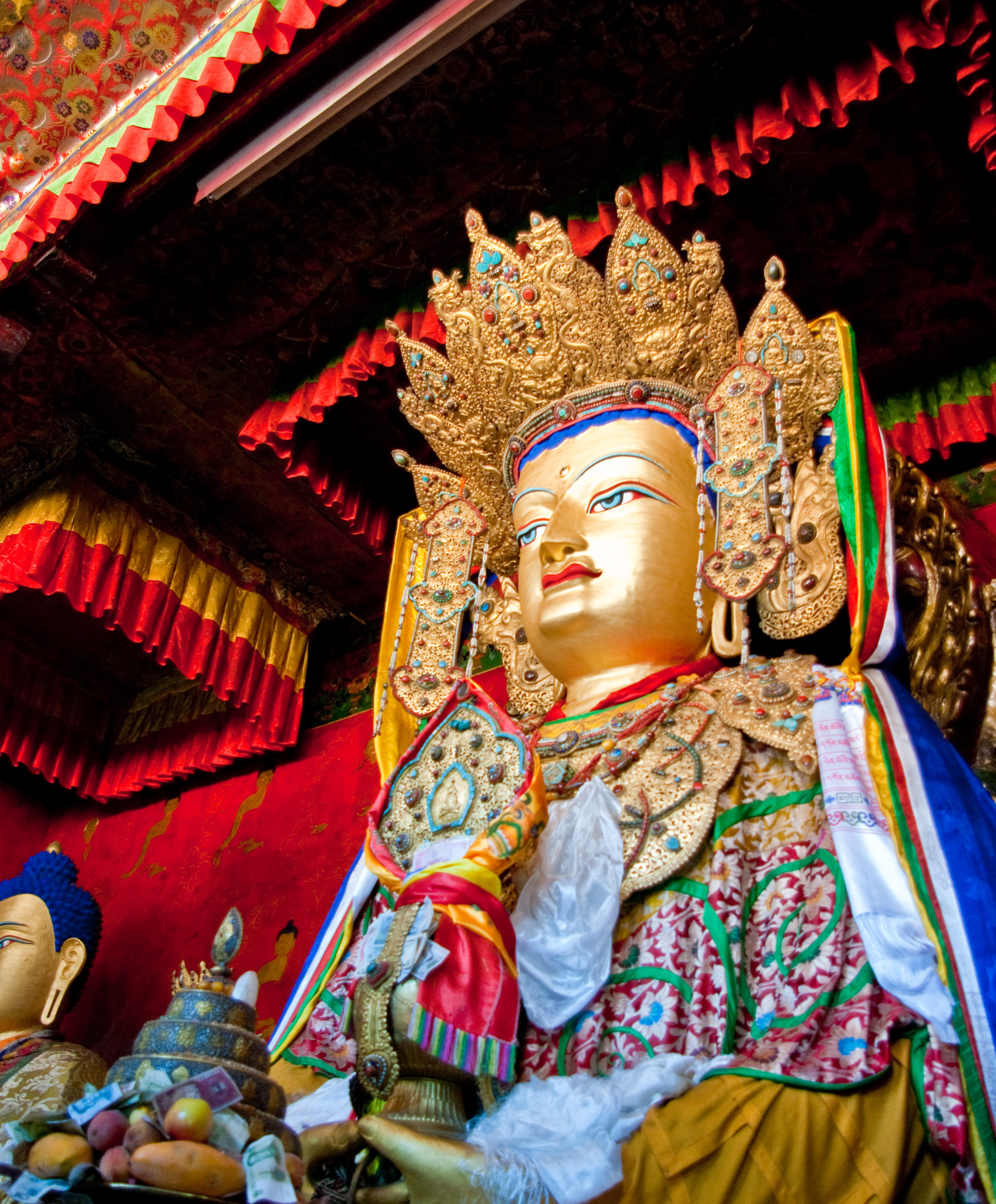
Estatua (Jowo) en el Templo Ramoche en Lhasa.

El auge económico de la Región Autónoma está reactivando la artesanía tradicional. Según el profesor y escritor australiano Mark Anthony Jones, muchos tibetanos obtienen ahora importantes ingresos vendiendo artesanía y productos culturales a los turistas. Estos diversos productos son incluso populares entre los propios tibetanos.
Pero detrás de esta fachada turística, la industria china también está implicada en estas artesanías. Según Claire Goubier y Virginie Morel, dos periodistas de la revista Marianne, "la artesanía tibetana también se produce en serie. Los chinos han empezado a producir objetos tibetanos. En el mercado es difícil reconocer los productos auténticos. Además, los chinos de otros regiones aprovechan los bajísimos costes de mano de obra para comprar esta artesanía y exportarla a las grandes ciudades chinas, donde el arte tibetano se ha puesto de moda.
Creada en 1953, la fábrica estatal de alfombras de Lhasa se ha convertido en una empresa moderna cuyos productos se venden en Europa, Norteamérica y el sur de Asia.

### Literatura
La literatura tibetana, una de las más importantes de Asia, tiene orígenes milenarios. En verso o en prosa, oral o escrita, la literatura tibetana abarca "todos los campos del saber: religión, medicina, historia, filosofía ". Los tibetanos pueden presumir de bellas epopeyas transmitidas de siglo en siglo, la más importante de las cuales es la Epopeya del Rey Gesar, que sigue representándose en la actualidad. Gran parte de la producción escrita del Tíbet premoderno giraba en torno al budismo y consistía principalmente en textos filosóficos y biografías de lamas.
En 1980, la Asociación de Escritores de la Región Autónoma del Tíbet lanzó la primera revista literaria en lengua tibetana con el nombre de Literatura y Arte Tibetanos (Bod kyi rtsom rig sgyu rtsal), que publicaba relatos cortos sobre la servidumbre en el antiguo Tíbet. La revista literaria en lengua tibetana más popular de Qinghai es Drang Char ("Pequeña lluvia"), fundada en 1981 y especializada en relatos cortos.
En la actualidad, según el historiador estadounidense Foster Stockwell, muchos autores producen obras de calidad, como el poeta Yedan Tsering y los novelistas Jampel Gyatso, Tashi Dawa y Dondru Wangbum. Según la edad, el origen geográfico y la educación del autor, la lengua de expresión puede ser el tibetano o el chino.

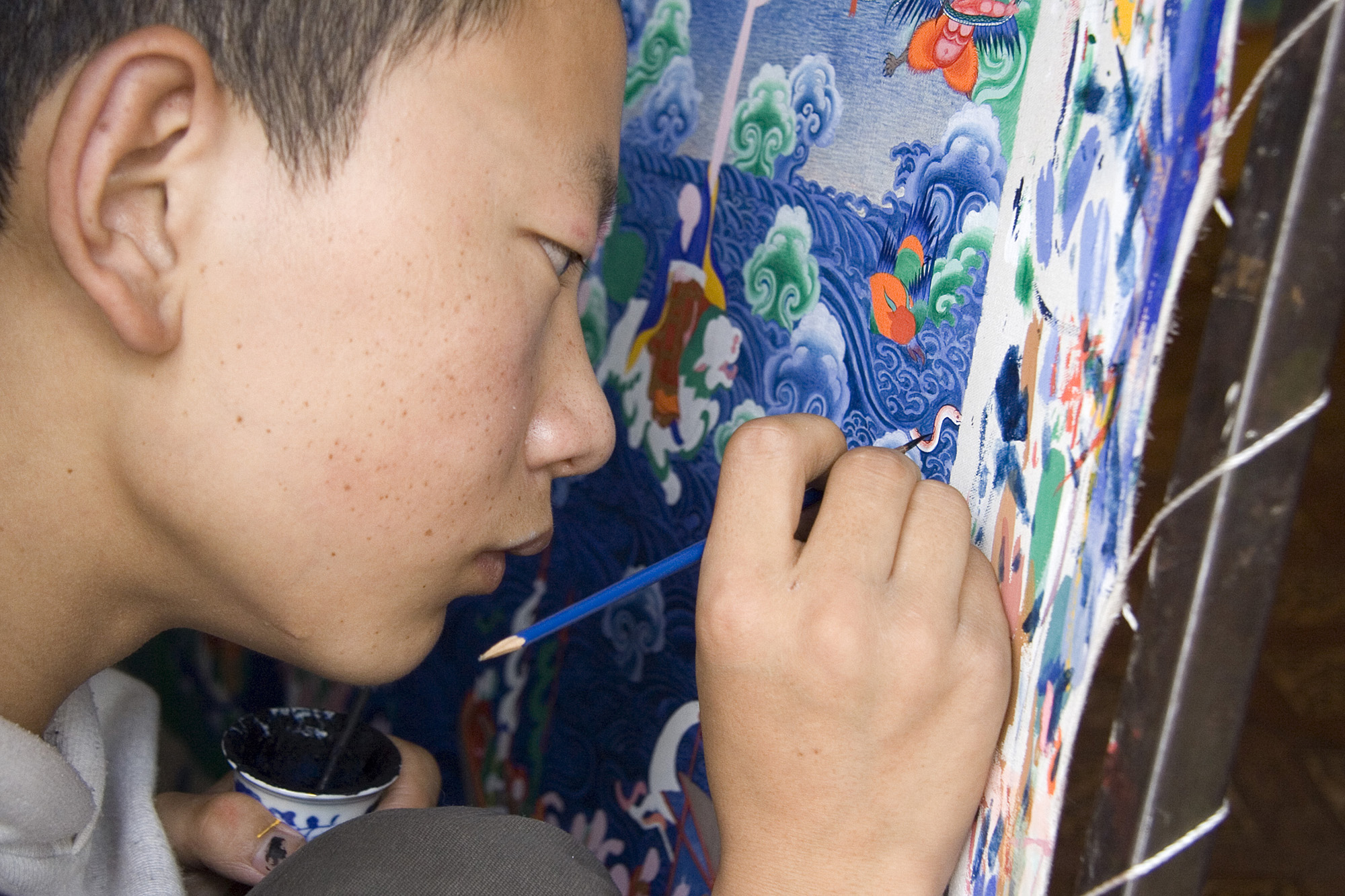
Pintura tradicional (Thangka) en Lhasa.

### Pintura
El arte en Tíbet se expresa tradicionalmente en la decoración de los templos, las coloridas pinturas sobre lienzo o thangkas166 y los coloridos mandalas de arena. Estas expresiones artísticas siguen vivas.
Según Kabir Mansingh Heimsath, en la década de 1980 se reavivó la pintura tradicional thangka, lo que dio lugar a la producción de obras por encargo privado o para distribución comercial (para tiendas de Lhasa).
Según Kabir Mansingh Heimsath, la historia de la pintura contemporánea en Tíbet comienza con el monje iconoclasta y poeta Gedun Choephel (1903-1951)168 , cuyos pocos cuadros conservados muestran un estilo realista e incluso experimental. Inspirado por este precursor, Amdo Jampa (1916-2002) adoptó un estilo fotorrealista en sus pinturas religiosas.
Durante la década de 1950, varios artistas tibetanos fueron a China a estudiar arte, que en aquella época reproducía los modelos occidental y soviético. En los años sesenta, la doctrina y la estética socialistas se situaron en el centro de la educación artística. La idea era pintar figuras positivas y heroicas y utilizar colores rojos brillantes. Los artistas han que llegaron con el Ejército Popular pintaron obras de propaganda.
A finales de la década de 1970, los escolares tibetanos recibieron educación artística desde la enseñanza media y los más talentosos fueron enviados a escuelas de arte de la China interior (incluida la Academia Central de Bellas Artes de Pekín) para estudiar acuarela tradicional china y pintura occidental.
En 2003, un grupo de artistas descontentos formaron el Gremio Artístico Gedun Choephel y abrieron una galería en Lhasa dedicada enteramente al arte contemporáneo no estereotipado. Esta iniciativa les dio a conocer al público internacional como artistas de vanguardia. El Gremio reúne a artistas tibetanos y han, independientemente de su origen étnico, pero con los mismos conceptos artísticos: Gade, Zhungde, Nyandak, Tsering Namgyal, Dedron, Jhamsang, Tsewang Tashi. La Guild Gallery se ha beneficiado de la publicidad de la Trace Foundation de Nueva York, el sitio web Asianart, un artículo de Graig Simons en el New York Times en 2004 y una exposición titulada "Visions of Tibet" en Londres en 2005.
Hay artistas tibetanos de gran valor, como Bama Tashi, que combina temas religiosos tibetanos con imágenes pastorales modernas.
En enero de 2006 se celebró una exposición oficial de pintura tibetana contemporánea en el Museo de Arte Siddharta de Katmandú, organizada por la Federación de Círculos Literarios y Artísticos de la Región Autónoma. Se expusieron más de 50 obras.